# Tirana
Tirana [tiˈɾana] (bestimmte Namensform, unbestimmte: Tiranë [tiˈɹan]; im lokalen gegischen Dialekt Tirona [tiˈɹɔna] bzw. Tiron [tiˈɹɔn]) ist die Hauptstadt Albaniens und der Gemeinde Tirana (Bashkia e Tiranës). Bei der Volkszählung 2023 wurden in der Kernstadt 389.323 Einwohner erfasst; zählt man noch die angrenzenden Orte hinzu, ergibt sich eine Bevölkerung von 550.000 bis 650.000 Einwohner. Die Gemeinde Tirana hat knapp 600.000 Einwohner.
Tirana ist der kulturelle, politische und wirtschaftliche Mittelpunkt eines zentralistisch organisierten Staates und Sitz mehrerer Einrichtungen, Organisationen und Parteien. So befinden sich dort das Parlament und die Regierung des Landes. Tirana ist Hauptstadt des gleichnamigen Qarks und war bis zu dessen Auflösung auch Hauptstadt eines Kreises, von dem ein Großteil heute zum Gebiet der Gemeinde zählt.
Mit Durrës und einigen Vorstädten bildet Tirana eine Metropolregion, die mehr als ein Drittel der Einwohner des Landes vereint und in der auch der größte Flughafen und der größte Hafen Albaniens liegen.

## Geographie

### Geographische Lage
Tirana liegt am Westfuß seines Hausbergs Dajti (1611 m ü. A.) am Übergang von der Ebene in hügelige Landschaft auf einer Höhe von 110 m ü. A. in Mittelalbanien. Bis zur Küste der Adria bei der Hafenstadt Durrës – der zweitgrößten Stadt des Landes – sind es nur etwa 30 Kilometer Luftlinie. Im Süden und Westen wird Tirana von Hügeln umgeben, die mit dem Dajti einen grünen Gürtel um die Stadt bilden. Nach Nordwesten öffnet sich eine etwa 40 Kilometer lange Ebene bis zur Meeresküste.
Am nördlichen Stadtrand verläuft der gleichnamige Fluss Tirana, einer der Oberläufe des Flusses Ishëm. Einige Kilometer südlich fließt der Erzen an Tirana vorbei. Das Stadtzentrum wird vom Flüsschen Lana durchquert, das am Dajti entspringt. Das Skanderbeggebirge im Osten dient mit dem Bovilla-Reservoir und der Zuleitung zum Wasserkraftwerk Lanabregas der Trinkwasserversorgung der Hauptstadtregion.
Die Umgebung der Hauptstadt ist von vielen kleinen, teils künstlichen Seen geprägt. Der wohl bekannteste ist der Tirana-See, auch Künstlicher See (Liqeni artificial) genannt. Er befindet sich im Großen Park (Parku i madh) am Südrand der Innenstadt und wurde 1956 angelegt. Damals berechnete man für jeden einzelnen der rund 150.000 Einwohner acht Quadratmeter Parkgelände. Der See hat eine Fläche von 55 Hektar. Er wird am Südrand von neuen Siedlungen und einem Autobahnabschnitt begrenzt.
Weitere Seen beziehungsweise Reservoirs sind der Farka-See östlich des Großen Parks, der Paskuqan-See zwischen Tirana und dem Vorort Kamza und der Kashar-See nordwestlich der Stadt beim gleichnamigen Ort an der Autobahn Tirana–Durrës.
Außerhalb der Innenstadt gehören auch weite Hügelgebiete und Gebirgsregionen – ein Großteil des alten Kreises Tirana – zur Gemeinde.

### Stadtgliederung

Die ehemaligen elf Stadtbezirke: 1: Ali Demi;
2: Qytet Studenti, Sauk; 3: Xhamllëku;
4: Babrruja, Allias, Kinostudio; 5: Selita, Tirana e Re;
6: Kombinat, Yzberisht; 7: Ish-Fusha e Aviacionit (altes Flugfeld), 21 Dhjator;
8: Selvia, Medreseja; 9: Brraka, Don Bosko;
10: Zentrum; 11: Lapraka, Institut, Don Bosko

Die alte Gemeinde Tirana war in elf Stadtbezirke (offiziell albanisch Njësi administrative, früher auch Minibashki genannt) eingeteilt, die jeweils einen eigenen Bürgermeister stellten und dem Oberbürgermeister untergeordnet waren.
Seit der Gemeindereform von 2015 sind die vorher eigenständigen Gemeinden Baldushk, Bërzhita, Dajt, Farka, Kashar, Krraba, Ndroq, Petrela, Peza, Shëngjergj, Vaqarr, Zall-Bastar und Zall-Herr in der Bashkia Tirana vereint. Nunmehr bestimmt der Bürgermeister die Verwalter in den einzelnen Bezirken.

### Klima
Tirana befindet sich in der mediterranen Klimazone. Die Stadt hat nach Köppen ein feucht-subtropisches Klima (effektive Klimaklassifikation: Cfa).
Die Sommer sind warm und oft auch heiß; die Winter sind zwar kühl, doch sinkt die Tagestemperatur nur sehr selten unter den Gefrierpunkt. Der wärmste Monat ist der Juli mit 24,9 °C, der kälteste der Januar mit 7 °C im Durchschnitt. Durch die geographische Lage in einem Talkessel ist es in Tirana öfters einige Grad wärmer als in der umliegenden Landschaft. Die durchschnittliche Jahrestemperatur beträgt 15,9 °C.
Die mittlere jährliche Niederschlagsmenge beträgt 1265 Millimeter. Sie ist hoch bedingt durch die Wirkung des Skanderbeggebirges, das die Westwinde staut. Im Sommer fallen die Niederschläge vor allem als Starkregen, so dass trotz überdurchschnittlicher Niederschlagsmengen sehr viele Sonnentage verzeichnet werden. Im November gibt es den meisten Niederschlag mit durchschnittlich 172 Millimetern, im Juli mit im Durchschnitt 42 Millimetern den geringsten (gemäß anderen Quellen im Juli sogar nur 29 Millimeter).
Sehr oft tritt in der Großstadt eine Inversionswetterlage auf, was zu hoher Luftverschmutzung und Smog führt.
|                       | Jan  | Feb  | Mär  | Apr  | Mai  | Jun  | Jul  | Aug  | Sep  | Okt  | Nov  | Dez  |   |      |
| Mittl. Tagesmax. (°C) | 11,9 | 13,2 | 15,1 | 20,1 | 24,3 | 28,5 | 31,9 | 31,6 | 28,2 | 22,6 | 17,4 | 13,1 | ⌀ | 21,5 |
| Mittl. Tagesmin. (°C) | 2,1  | 2,7  | 5,1  | 8,7  | 12,6 | 15,8 | 17,8 | 17,9 | 15,2 | 11,5 | 7,9  | 4,3  | ⌀ | 10,2 |
|                       |      |      |      |      |      |      |      |      |      |      |      |      |   |      |
| Niederschlag (mm)     | 143  | 132  | 115  | 104  | 103  | 68   | 42   | 46   | 78   | 114  | 172  | 148  | Σ | 1265 |
|                       |      |      |      |      |      |      |      |      |      |      |      |      |   |      |
| Sonnenstunden (h/d)   | 4,1  | 4,4  | 5,1  | 6,8  | 8,6  | 9,9  | 11,4 | 10,6 | 8,8  | 7,0  | 4,2  | 2,8  | ⌀ | 7    |
|                       |      |      |      |      |      |      |      |      |      |      |      |      |   |      |
| Regentage (d)         | 12   | 10   | 11   | 11   | 10   | 6    | 4    | 4    | 6    | 11   | 13   | 12   | Σ | 110  |
|                       |      |      |      |      |      |      |      |      |      |      |      |      |   |      |
| Luftfeuchtigkeit (%)  | 67   | 66   | 65   | 64   | 66   | 59   | 54   | 52   | 59   | 62   | 71   | 69   | ⌀ | 62,8 |

| 2,1 |

| 2,7 |

| 5,1 |

| 8,7 |

| 12,6 |

| 15,8 |

| 17,8 |

| 17,9 |

| 15,2 |

| 11,5 |

| 7,9 |

| 4,3 |

| 2,1 |

| 2,7 |

| 5,1 |

| 8,7 |

| 12,6 |

| 15,8 |

| 17,8 |

| 17,9 |

| 15,2 |

| 11,5 |

| 7,9 |

| 4,3 |

## Geschichte

### Früheste Zeugnisse und Stadtgründung
Die Umgebung von Tirana ist schon seit der Altsteinzeit bewohnt. Die ältesten Funde auf Stadtgebiet stammen aus der Römerzeit: Mauern und ein Mosaik aus einer zu einer Kirche umgebauten römischen Villa des 2. oder 3. Jahrhunderts. Im 6. Jahrhundert ließ der römische Kaiser Justinian I. eine Festung errichten, deren Mauern noch heute im Stadtzentrum zu sehen sind.
Tirana wurde erstmals in der heutigen Namensform in den Jahren 1372 und 1418 in venezianischen Dokumenten erwähnt. 1431/32 führten die Osmanen zum ersten Mal in der Gegend eine Registrierung von Böden und Einwohnern durch. Demnach gab es in dieser Region 60 Ortschaften mit rund 1000 Häusern und 7300 Einwohnern. Marin Barleti unterschied im 16. Jahrhundert Tyranna maior (Groß-Tirana) und Tyranna Minor (Klein-Tirana). 1583 ergab eine osmanische Zählung für das Gebiet Tirana 110 Ortschaften, in denen 20.000 Menschen in 2900 Häusern lebten.
Der aus Mullet bei Petrela stammende lokale Großgrundbesitzer Sulejman Pascha Bargjini errichtete 1614 an der heutigen Stelle die Sylejman-Pascha-Moschee, eine Karawanserei (Han), eine Bäckerei sowie einen Hamam und gilt dadurch als Stadtgründer von Tirana. Vermutlich existierte an dieser Stelle schon zuvor ein kleiner Ort mit regelmäßigem Basar und Jahrmarkt, der an Bedeutung gewonnen hatte, weshalb es sich lohnte, eine solche Infrastruktur für die anreisenden Händler zu bauen. Nachdem Sulejmans Nachfahren um 1800 ausstarben, übernahm die Familie Toptani aus Kruja die Herrschaft über Tirana.

### Bestimmung zur Hauptstadt 1920 und erste städtebauliche Maßnahmen

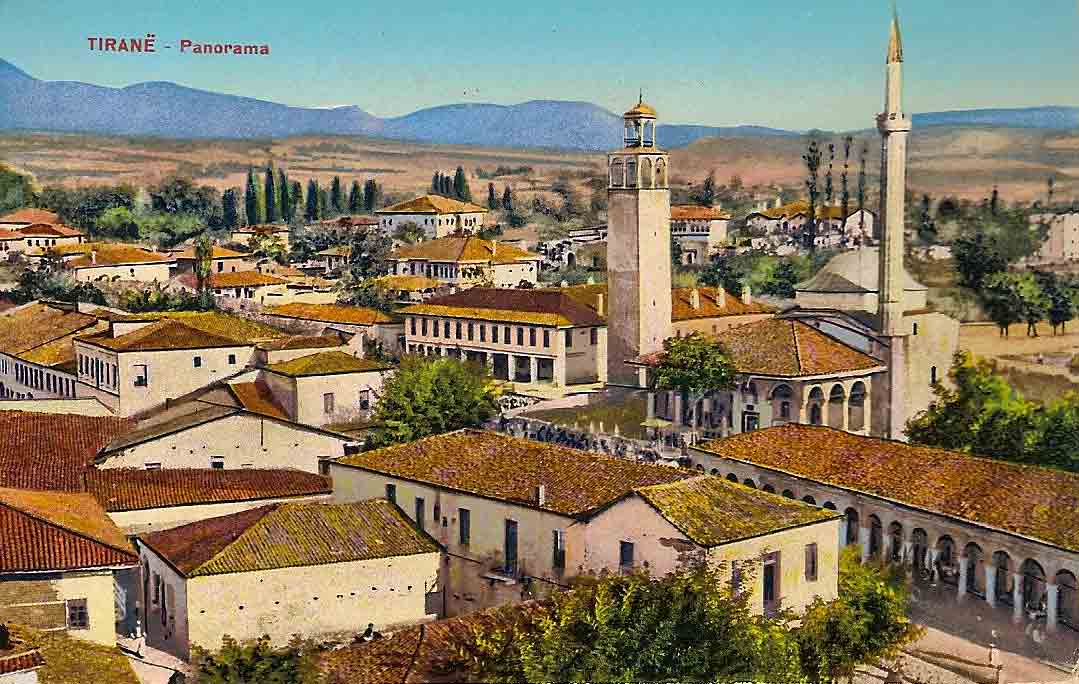
Marktzentrum auf einer vor 1925 publizierten Postkarte

Tirana blieb lange klein und unbedeutend, bis der Ort 1920 auf dem Kongress von Lushnja zur Hauptstadt Albaniens bestimmt wurde. Darauf wurde schnell aus einem Ort mit wenigen tausend Einwohnern die größte und bedeutendste Stadt des Landes. König Zogu ließ sich hier einen Palast erbauen und mit italienischer Hilfe wurden Ministerien und eine Prachtstraße angelegt. Durch städtebauliche Maßnahmen entstanden erste moderne Strukturen, unter anderem der nach dem albanischen Fürsten Skanderbeg benannte Zentralplatz.

### Zweiter Weltkrieg und Kommunistische Regierung 1944 bis 1990/91

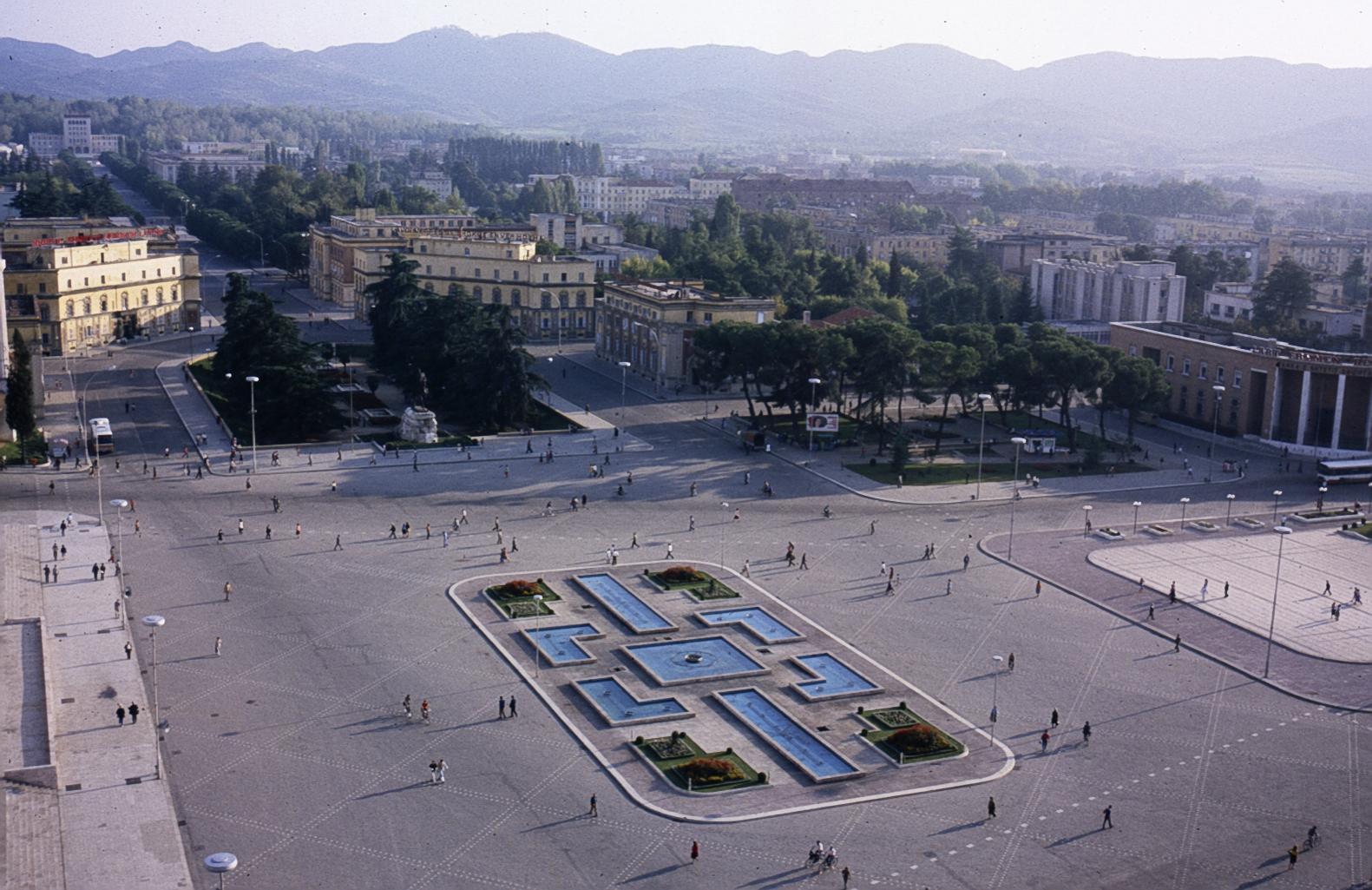
Der Skanderbeg-Platz im Jahr 1988 – zwei Jahre vor dem Sturz der kommunistischen Herrschaft

Zu Beginn des Zweiten Weltkrieges im Jahr 1939 wurde Albanien von den italienischen Faschisten besetzt.
Im November 1941 baute Enver Hoxha in Tirana die Kommunistische Partei Albaniens auf, und Tirana wurde zum Zentrum der albanischen Kommunisten. Sie warben bei der Bevölkerung, gegen die italienischen Faschisten und die deutschen Nazis zu kämpfen. Die Stadt wurde nach einem schweren, mehrere Tage dauernden Kampf zwischen den Partisanen und der Wehrmacht, bei dem zahlreiche historische Gebäude – darunter auch die wichtigste Moschee – zerstört wurden, am 17. November 1944 befreit. Wenige Tage später, am 29. November 1944, rief Hoxha in Tirana die Unabhängigkeit Albaniens aus.
In der Zeit der kommunistischen Herrschaft entwickelte sich die Stadt rasant: Sozialistische Wohnsiedlungen und Fabriken – insbesondere Nahrungsmittel- und Maschinenfabriken – wurden errichtet. Daneben setzte die kommunistische Führung auch den kulturellen Ausbau der Hauptstadt fort und errichtete zahlreiche Bildungseinrichtungen und Kulturzentren wie das Opernhaus, mehrere Museen, das Filmstudio und einige Theater. Die Universität Tirana wurde im Jahr 1956 gegründet.
Um das Zentrum der Stadt neu gestalten zu können, wurden in den 60er- und 80er-Jahren zahlreiche historische Gebäude zerstört.

### Zeit der Demokratisierung
Am 20. Februar 1991 stürzten Demonstranten die überlebensgroße Statue von Enver Hoxha auf dem Skanderbeg-Platz. Somit wurde das Ende der kommunistischen Herrschaft eingeleitet. Albanien begann sich allmählich politisch und gesellschaftlich zu öffnen und zu demokratisieren. Im März 1997 wurde Albanien nochmals von Unruhen erschüttert. Staaten wie die USA (Operation Silver Wake) oder Deutschland (Operation Libelle) begannen in der sich ausbreitenden Anarchie, ihre Staatsbürger und das Botschaftspersonal auszufliegen. Zur Befriedung der Situation übernahm im Rahmen der Operation Alba ab April 1997 für mehrere Monate eine multinationale Schutztruppe die Kontrolle der öffentlichen Sicherheit im Land. Im Sommer des Jahres wurden erfolgreich Neuwahlen durchgeführt.
Nach der Demokratisierung änderte sich das Stadtbild schnell. Überall wurden illegal Gebäude errichtet, vor allem Richtung Nordwesten. Viele Bewohner der Landregionen ließen sich am Stadtrand nieder. Im Stadtzentrum entstanden Läden, Cafés und Restaurants. Ab 1999 wurden die illegalen Bauten im Stadtzentrum abgerissen und die Grünanlagen wiederhergestellt.
Im 21. Jahrhundert erlebte Tirana einen wirtschaftlichen Aufschwung. Zahlreiche moderne Hochhäuser sind entstanden. Der Großteil der Straßen wurde neu asphaltiert und beschriftet. Viele Parks wurden eingerichtet und viele Bäume gepflanzt. Ein Stadt- und Ordnungsplan wurde fertiggestellt. Ein Kanalisationsprojekt wird von einer japanischen Firma verwirklicht und große Teile der Stadt wurden gesäubert. Internationale Firmen und Läden eröffneten Niederlassungen. Der öffentliche Verkehr wurde teilweise ausgebaut und neue Stadtbusse sind erworben worden. Ein Tram-Projekt wird geprüft. Außerdem wurde ein Adressensystem realisiert.
In der Nacht vom 21. September auf den 22. September 2019 wurde Tirana von einem Erdbeben erschüttert. Das Beben mit einer Stärke von 5,8 auf der Richterskala richtete Schäden an mindestens 300 Gebäuden an. Örtliche Medien gaben an, dass über 100 Personen verletzt wurden, einige trugen schwere Verletzungen davon. Das albanische Ministerium sprach vom schwersten Erdbeben seit Jahrzehnten, das Albanien erlebt hat.

## Bevölkerung

### Einwohnerentwicklung

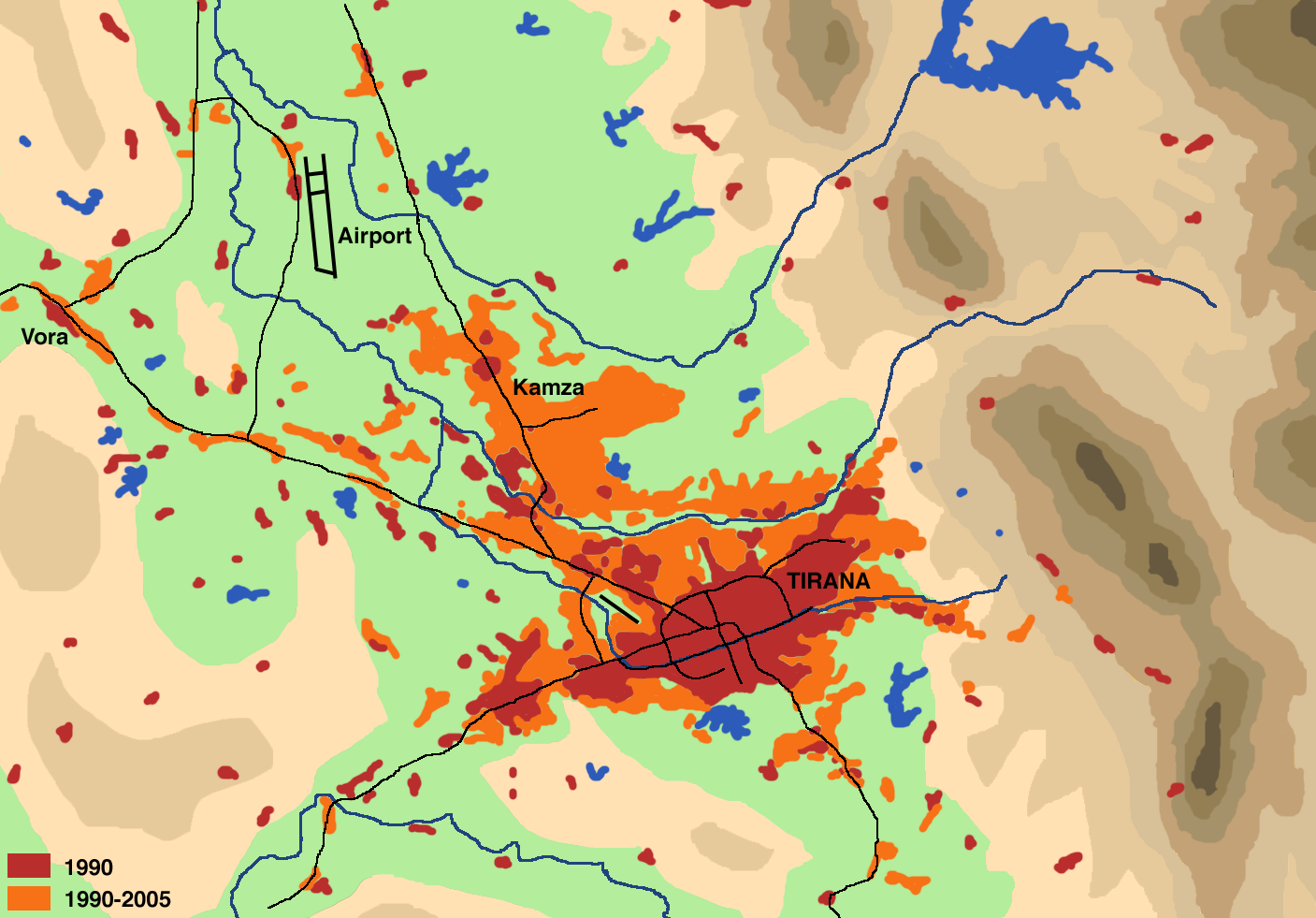
Ausdehnung von Tirana und Vororten 1990–2005

Die Einwohnerzahl Tiranas dürfte sich seit 1991 – dem Jahr des Sturzes der kommunistischen Regierung – mehr als verdoppelt haben. Im September 2009 waren 624.642 Einwohner beim Standesamt (Gjendja civile) gemeldet, davon waren 49,8 Prozent Männer und 50,2 Prozent Frauen. Es ist jedoch davon auszugehen, dass in Tirana und in den Vororten Tausende von Personen nicht registriert sind, weshalb andere offizielle Quellen die Bevölkerungszahl in der Metropole mit 895.042 Personen (2008) angeben. Bei der Volkszählung im September 2011 wurden jedoch nur 418.495 Einwohner erfasst. Im Jahr 2023 ergab die Volkszählung eine Bevölkerung von 389.323 Einwohnern – die Kernstadt verzeichnete erstmals seit 100 Jahren ein Bevölkerungsrückgang, während die Vororte stark wuchsen.
| Jahr der Zählung | Einwohnerzahl | Wachstumsrate seit letzter Zählung |
| ---------------- | ------------- | ---------------------------------- |
| 1979             | 189.000       | –                                  |
| 1989             | 238.057       | +26 %                              |
| 2001             | 343.078       | +44 %                              |
| 2011             | 418.495       | +22 %                              |
| 2023             | 389.323       | –7 %                               |

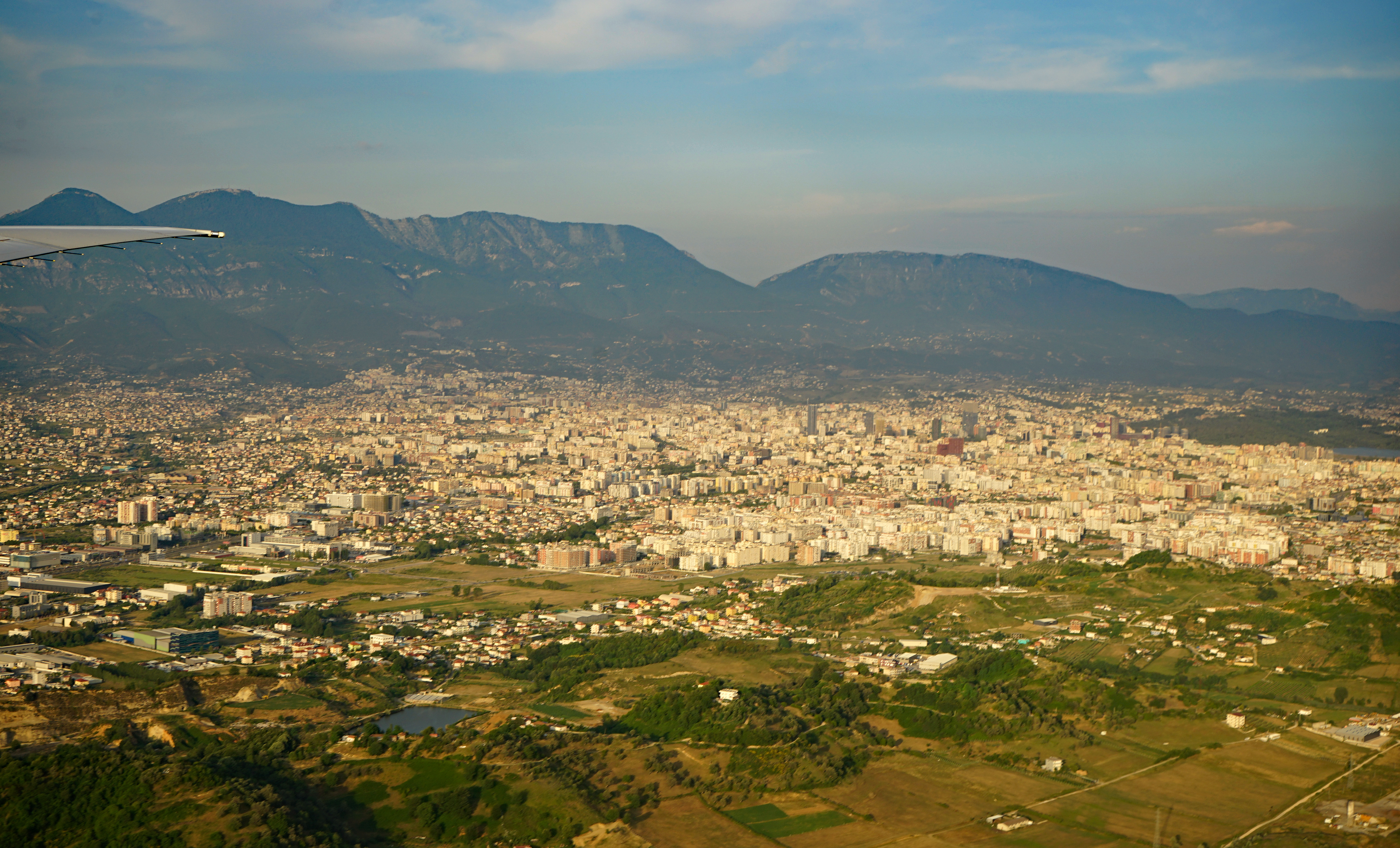
Neue Wohnblock-Siedlungen am Stadtrand zeugen vom Bevölkerungswachstum der letzten 20 Jahre

Nach dem Zusammenbruch der kommunistischen Herrschaft setzte in Albanien eine starke Landflucht ein, vor allem aus dem von der Verarmung der Bevölkerung stark betroffenen Norden des Landes. In einer ersten Phase entstanden informalen Siedlungen vor allem um Kamza und Paskuqan, wo sich am Stadtrand Zehntausende von Menschen aus armen Berggebieten niedergelassen haben. Die Zuwanderer haben oft illegal Land besetzt und einfache Häuser errichtet, die anfangs weder über fließendes Wasser, Strom oder ordentliche Zufahrtsstraßen verfügten. Für die Kinder in diesen Gegenden fehlten lange Schulen. Mittlerweile wurde die Infrastruktur auch in den Vororten deutlich verbessert durch Asphaltierung der Straßen, Sicherstellung von fließendem Wasser, Anbindung ans Stromnetz und den Bau von Schulen. In einer nächsten Phase, insbesondere nach 2010, entstanden in den Außenquartieren und Vororten immer mehr große Siedlungen. Während in der Kernstadt Tirana, Kamza und Pakuqan die Bevölkerung leicht zurückging, stieg sie in den Vororten Dajt (32.000 Einwohner, +75 % in 12 Jahren), Farka (36.000 Einwohner, +66 % in 12 Jahren) und Kashar (89.000 Einwohner, +100 % in 12 Jahren) an, weil diese Gegenden und Neubauten mehr Lebensqualität versprechen. Der Großraum Tirana hat somit immer noch eine starke Anziehung, während die meisten übrigen Gebiete des Landes Einwohner verlieren.
Zusammen mit Dajt, Farka und Kashar hat Tirana über 550.000 Einwohner (Volkszählung 2023). Nimmt man noch Kamza und Paskuqan hinzu, sind es 650.000 Menschen – mehr als ein Viertel der Bevölkerung des Landes.

### Dialekte
Ursprünglich war Tirana ein kleines Städtchen, dessen Einwohner den regionalen südgegischen Dialekt sprachen. Dieser wird heute noch in den benachbarten Dörfern gepflegt. Die seit 1920 anhaltende stetige Einwanderung aus allen Teilen des Landes hat jedoch dazu geführt, dass das örtliche Idiom mittlerweile fast ganz verschwunden ist und nur mehr Standard-Albanisch gesprochen wird.

### Ethnische Minderheiten
Die starke albanische Binnenmigration – vorzugsweise mit dem Ziel Tirana – führte dazu, dass heute in der Hauptstadt Angehörige aller in Albanien vertretenen Minderheiten leben. Die größte ethnische Minderheit sind die Roma, gefolgt von einer kleineren Zahl Griechen und Aromunen. Genaue Zahlen liegen jedoch nicht vor.

### Religionen

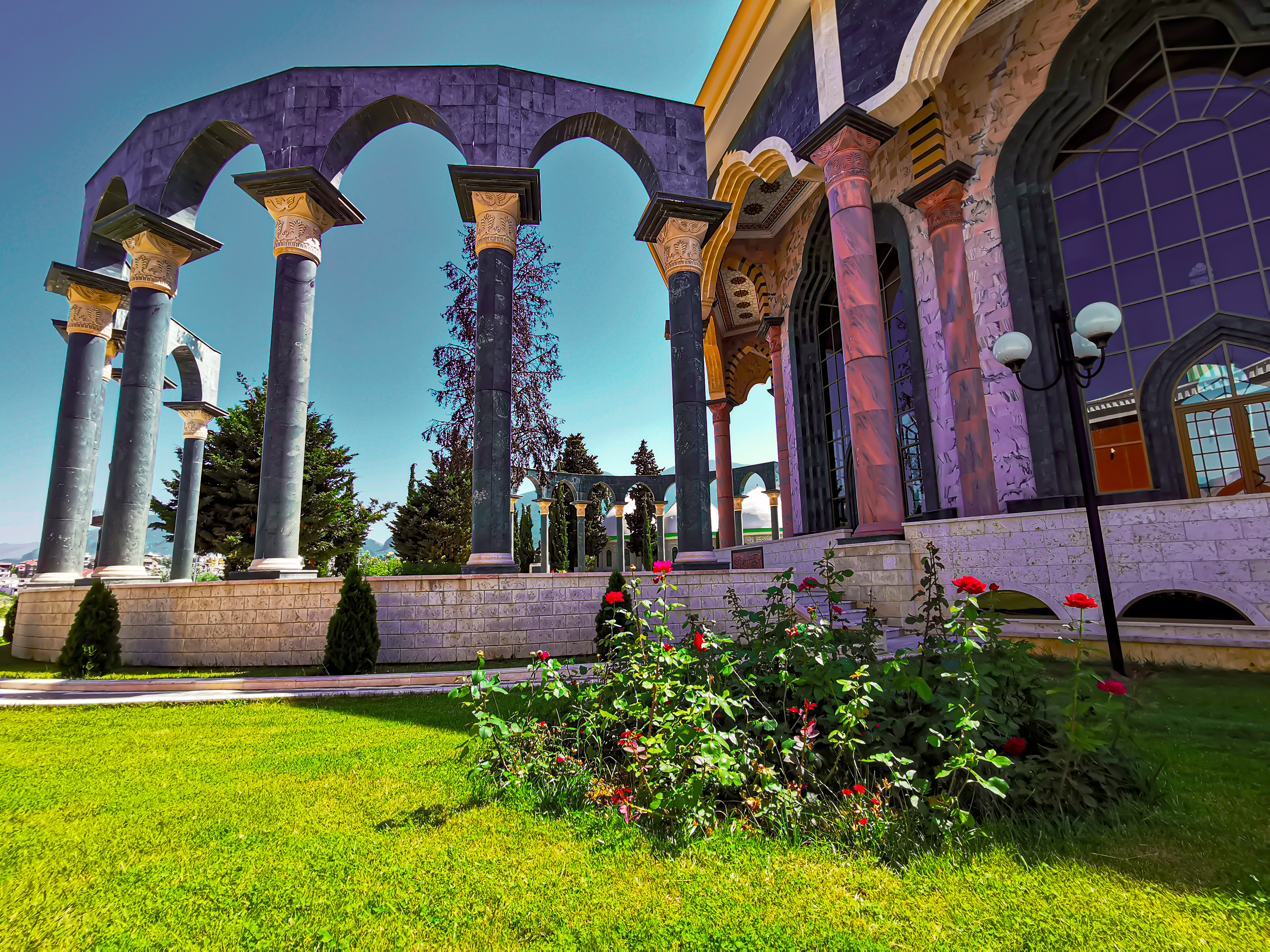
Weltzentrum des Bektaschi-Ordens

Tirana ist in religiöser Hinsicht ein großer Schmelztiegel geworden. Ursprünglich war die Stadt eher sunnitisch-islamisch geprägt. Seit Tirana zur Hauptstadt bestimmt wurde, sind auch viele Bewohner anderer Konfessionen zugezogen. Es gibt auch zahlreiche Atheisten, die nach dem Religionsverbot während der kommunistischen Herrschaft keinen Glauben mehr angenommen haben. Genaue Zahlen zu den Religionsbekenntnissen der Bevölkerung liegen nicht vor. Bemerkenswert ist das friedliche Zusammenleben der verschiedenen Glaubensgemeinschaften.
Tirana ist Sitz des sunnitischen Großmuftis der Muslimischen Gemeinschaft Albaniens, des Erzbischofs des römisch-katholischen Erzbistums Tirana-Durrës und eines Erzbischofs der orthodoxen Kirche von Albanien. Zudem ist Tirana das Weltzentrum des Bektaschi-Ordens.
Während der kommunistischen Herrschaft wurden viele Gotteshäuser zerstört oder umfunktioniert; später wurden viele neu errichtet: Neben der historischen Et’hem-Bey-Moschee am Hauptplatz und den beiden Kathedralen im Stadtzentrum wird jetzt auch eine Große Moschee errichtet, die von der türkischen Regierung mitfinanziert wird. In der Stadt befinden sich überdies mehrere kleinere Kirchen wie die Herz-Jesu-Kirche, die Katholische Universität „Maria, Mutter vom Guten Rat“ (Zoja e Këshillit të Mirë), mehrere Moscheen sowie die Haxhi-Mahmud-Dashi-Medresse als eine der ältesten islamischen Bildungseinrichtungen Albaniens.
Die 2010 eröffnete Synagoge der kleinen jüdischen Gemeinde wurde bald darauf wieder geschlossen. Es gibt zudem kleine protestantische, baptistische, buddhistische und Gemeinden der Bahai, der Zeugen Jehovas und der Ahmadiyya.

## Kultur und Sehenswürdigkeiten

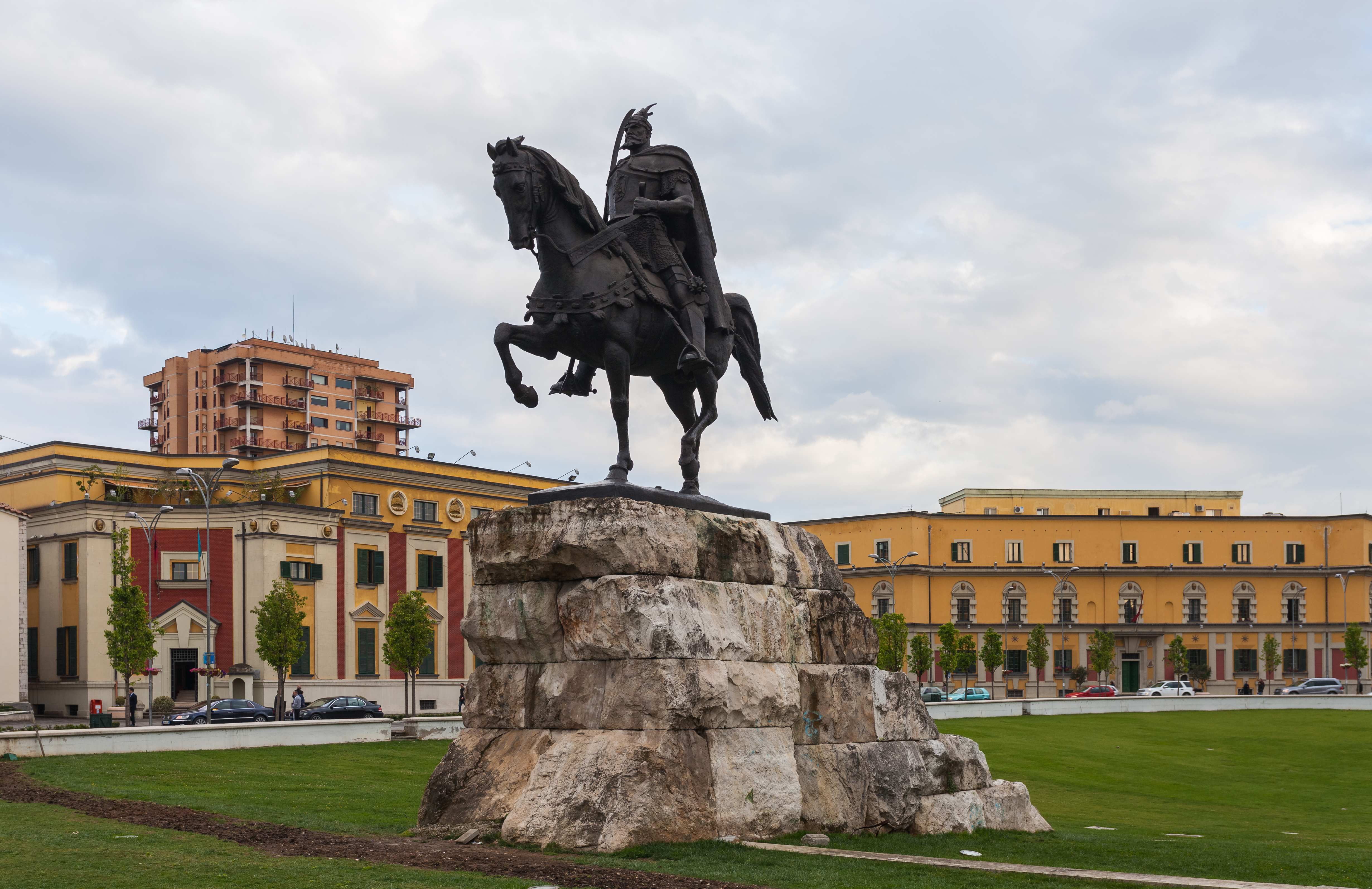
Reiterstandbild Fürst Skanderbeg aus dem Jahr 1968 (Foto 2014)

Tirana ist kultureller Mittelpunkt Albaniens. Dort befinden sich die wichtigsten kulturellen Einrichtungen des Landes und dort wirkt auch der Großteil der albanischen Künstler, Sportler, Musiker, Schauspieler und Sänger. Dem war jedoch nicht immer so in Albanien. Bevor Tirana 1920 zur Hauptstadt bestimmt wurde, galten die Städte Shkodra, Korça, Prizren (Kosovo) und Skopje (Nordmazedonien) als kulturelle Zentren Albaniens und der Albaner. Erst mit der Entstehung der zentralistischen Staatsstruktur Albaniens entstanden im ehemaligen kleinen Marktflecken Tirana große Stadtgebäude und damit auch kulturelle Anlagen.
Durch diese zentralistische Politik, aber auch durch die Landflucht und damit verbunden durch die Einwanderung aus anderen Landesteilen Albaniens, trat die örtliche Kultur vor allem in den letzten 20 Jahren allmählich in den Hintergrund. Die Tiraner Traditionen und Bräuche und allgemein das lokale Volkstum sind heute nur wenigen Stadtbewohnern bekannt; diese Kultur ist nun ausschließlich in den benachbarten Dörfern anzutreffen.

### Theater, Museen und Kunstgalerien
Tirana ist Standort der größten Museen, Kunstgalerien und anderer kultureller Einrichtungen des Landes. Unter den zahlreichen Institutionen sind der Kongresspalast und der Kulturpalast, in dem sich das staatliche Opern- und Balletttheater und die Nationalbibliothek befinden. Zentral gelegen sind auch das Historische Nationalmuseum, das Archäologische Nationalmuseum, das Internationale Zentrum für albanische Archäologie, die Nationale Kunstgalerie, die Ausstellung der Volkskultur, das Museum der Naturwissenschaften und das Museum der Streitkräfte. Das 2018 eröffnete Kulturzentrum arTurbina, das das Nationaltheater beherbergt, liegt südlich der Innenstadt.

### Bauwerke

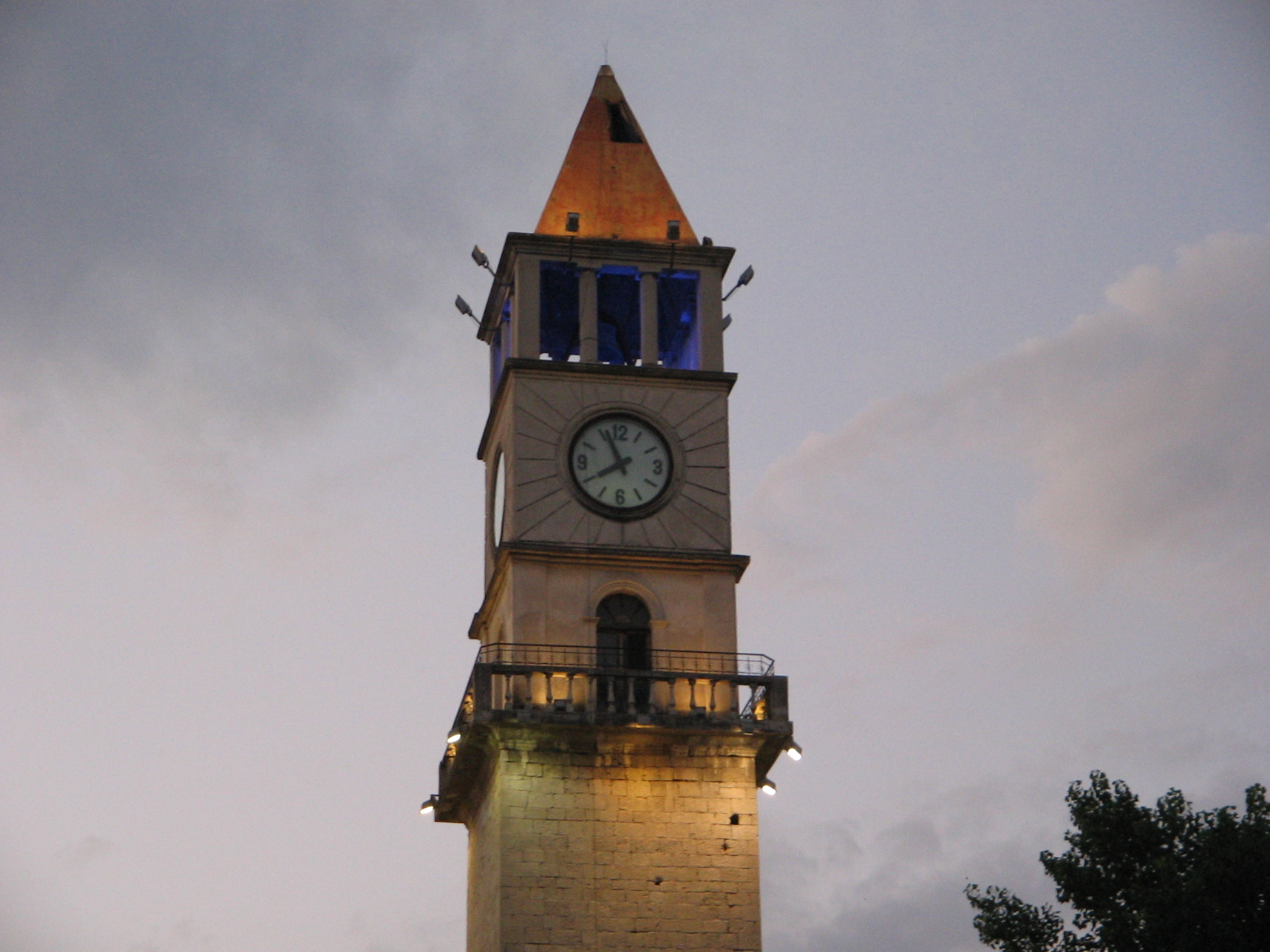
Der Uhrturm gehört zu den Wahrzeichen der Stadt.

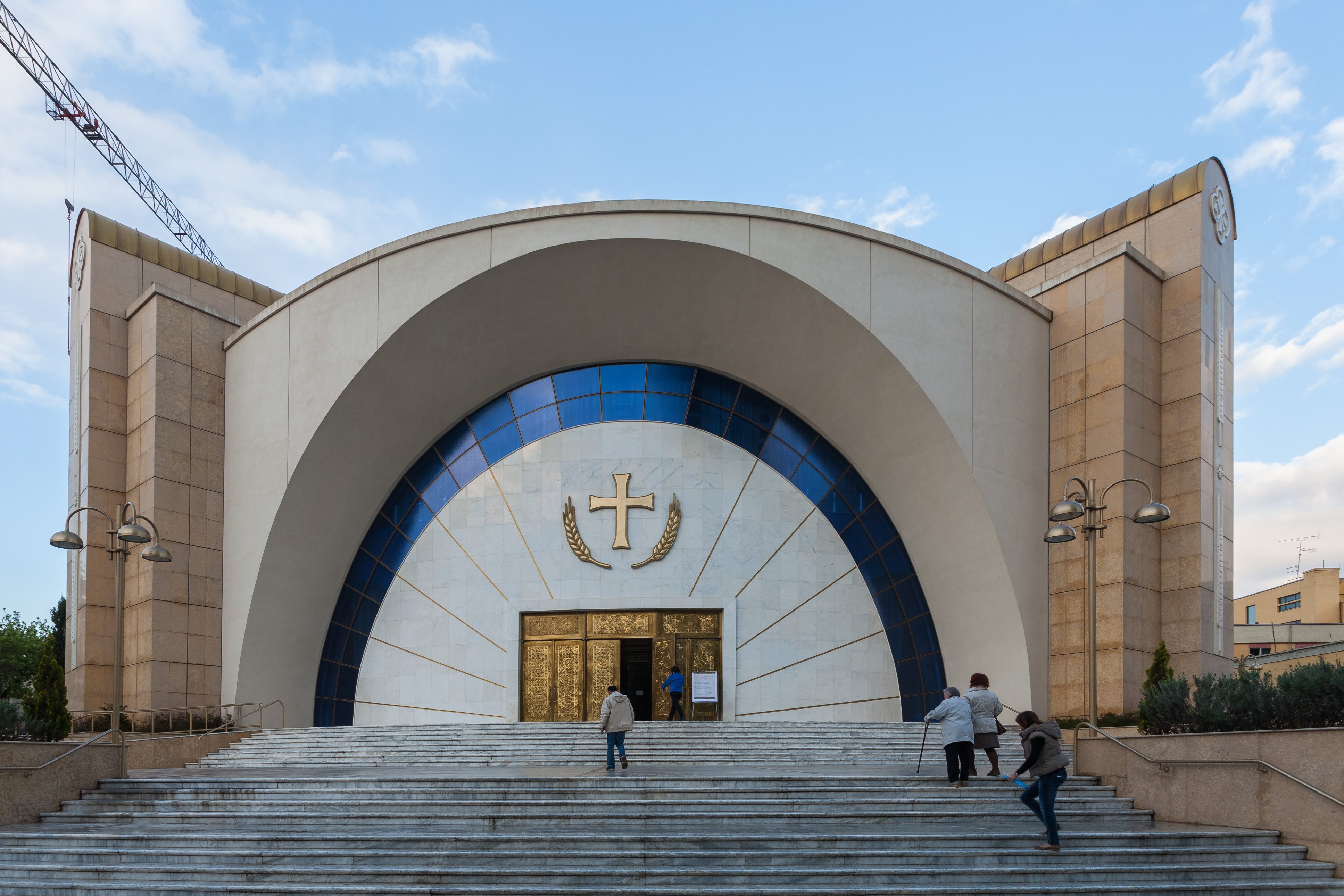
Katedralja orthod. Ngjallja e Krishtit, Sakralbau an der Rruga Ibrahim Rugova, Tirana (Foto 2014)

Das Wahrzeichen der Stadt ist das Reiterstandbild zu Ehren Skanderbegs auf dem gleichnamigen Platz. Berühmt ist außerdem die Et’hem-Bey-Moschee (Bauzeit von 1794 bis 1821) sowie der 35 Meter hohe Uhrturm von 1830 gleich daneben. Andere Überreste aus osmanischer Zeit sind rar. Erhalten blieben die osmanische Steinbogenbrücke Ura e Tabakëve aus dem 18. Jahrhundert mit der gleichnamigen Moschee und die Mauern der Burg, die zum Teil sogar aus justinianischer Zeit stammt. Auch die Kapllan-Pascha-Türbe gehört ebenso wie die Kokonozi-Moschee und die Scheich-Dyrri-Tekke zum osmanischen Kulturerbe.
Zu den wichtigsten Sehenswürdigkeiten in der Umgebung von Tirana zählt die in der frühbyzantinischen Zeit errichtete Festung Petrela an der Straße nach Elbasan. Eine weitere bedeutende Festung befindet sich in Preza.
In den 1930er- und 1940er-Jahren wurden das Hauptgebäude der Universität und ein Ensemble mit Verwaltungsgebäuden im Stil des italienischen Faschismus errichtet. Die ebenfalls in dieser Zeit errichteten Stadtvillen mussten in den letzten Jahren zum großen Teil modernen Hochhausbauten weichen. Baugrund ist in der Innenstadt von Tirana knapp und teuer.
Die Pyramide von Tirana befindet sich südlich der Lana; es ist ein Gebäude aus kommunistischer Zeit, das 1988 als dem diktatorischen Führer Enver Hoxha gewidmetes Museum eröffnet wurde. Seine Tochter Pranvera ließ die Pyramide planen und errichten. Nach zahlreichen Plänen zum Abriss und zu Umnutzungen wird das zuletzt baufällige Gebäude seit Februar 2021 von der niederländischen Firma MVRDV zu einem neuen Kultur- und Bildungszentrum umgebaut.

### Architektur
Die Architektur ist teilweise balkanisch-traditionell, teilweise aus der Zwischenkriegszeit faschistisch (neoklassizistisch), zum größten Teil aber durch Plattenbauten, neuere Apartmenthäuser und – vor allem im Nordwesten – von illegalen Siedlungen geprägt. Das Pallati me kuba ist eines der wenigen Beispiele modernen Bauens aus der kommunistischen Zeit. Tirana erlebt seit einigen Jahren einen wirtschaftlichen Aufschwung; so zeugen auch die vielen Bautätigkeiten davon.
Die Fassaden ganzer Straßenzüge in der Innenstadt wurden vor einigen Jahren in schrillen Farben und wilden Mustern neu gestaltet. Durch diese „Mal-Aktionen“ des Bürgermeisters und Künstlers Edi Rama wurde die kommunistische Tristesse, die manchem Plattenbau und vielen unverputzten Häusern anhing, gemildert. Auch andere Städte in Albanien übernahmen diese Idee aus Tirana.

Viele neue und immer höhere Hochhäuser prägen das Bild der Stadt

Seit diesen ersten Umgestaltungen zu Beginn des 21. Jahrhunderts hat sich das Stadtbild jedoch weiterhin stark verändert. Es sind moderne Neubauten, neue Alleen, Schulen, Straßen, Radwege, Parks und ein neues Abwassersystem entstanden, und auch die Versorgung mit Elektrizität und Wasser hat sich sehr verbessert.

#### Innenstadt

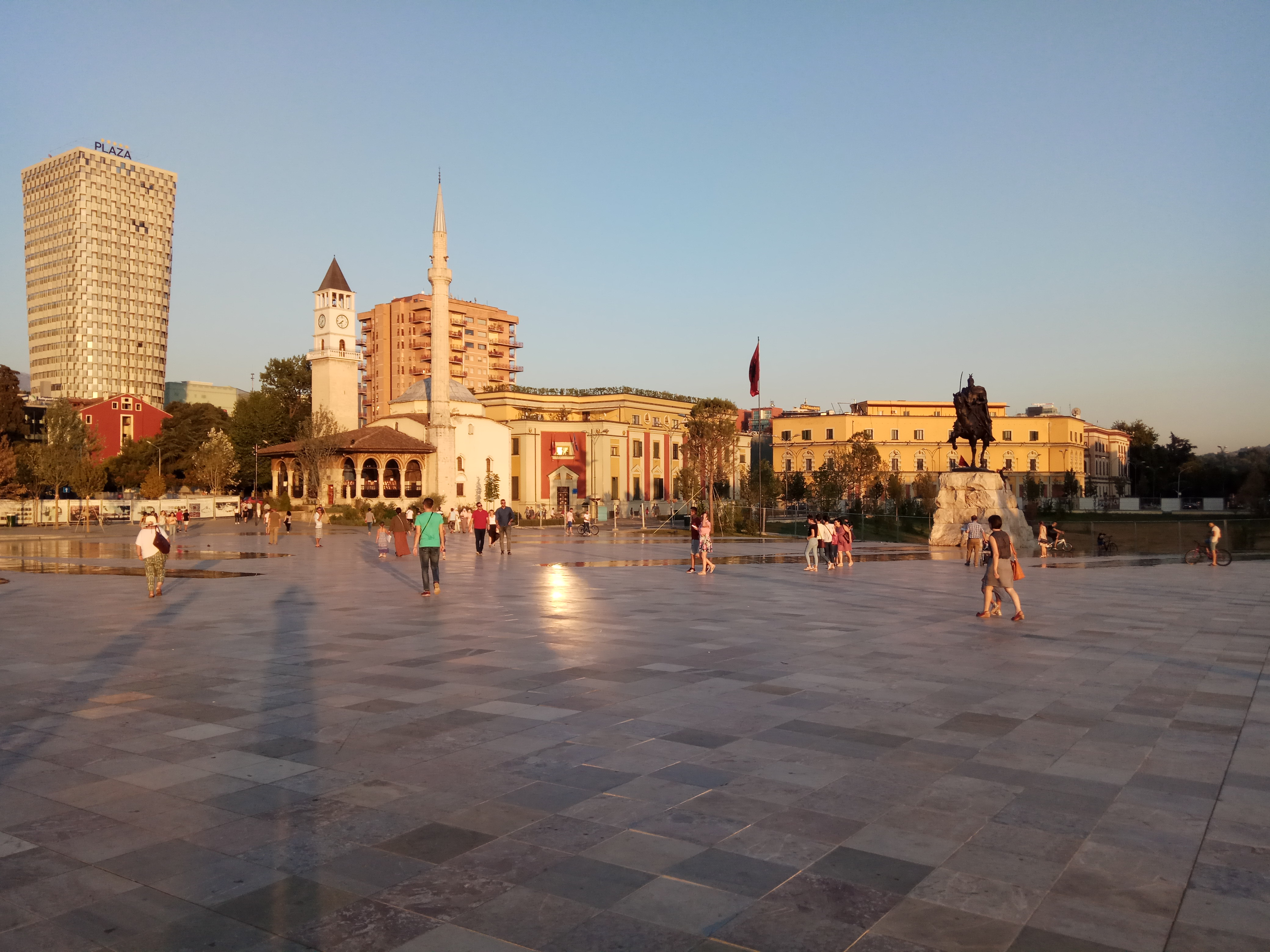
Der Skanderbeg-Platz mit der Et’hem-Bey-Moschee und dem Gebäudeensemble der Ministerien

Den Mittelpunkt der Stadt bildet der Skanderbeg-Platz, der vom Historischen Nationalmuseum, dem Tirana International Hotel, dem Kulturpalast, der Et’hem-Bey-Moschee und dem dahinterstehenden Uhrturm und dem TID Tower, dem Gebäude-Ensemble aus der faschistischen Ära – westlich davon befinden sich noch das Puppentheater, der Hauptsitz der Sozialistischen Partei und die albanisch-orthodoxe Auferstehungskathedrale – und der Bank von Albanien umkreist wird (von Norden im Uhrzeigersinn drehend).
Vom Skanderbeg-Platz aus gehen die wichtigsten Straßen der Stadt sternförmig in allen Richtungen. Der Boulevard Dëshmorët e Kombit ist die zentrale Achse und führt in südlicher Richtung an dem Innen- und Verteidigungsministerium, dem Rinia-Park, der Nationalen Kunstgalerie, dem Hotel Dajti, über die Lana, an der Pyramide von Tirana, dem Park Lulishtja e tre vëllezërve Frashëri, den Twin Towers, weiter am Ministerrat, dem Regierungssitz, dem Rogner Hotel, dem Qemal Stafa-Park, dem Sitz des Präsidenten und dem Kongresspalast vorbei bis zum Mutter-Teresa-Platz mit der Universität, der Polytechnischen Universität und der Universität der Künste sowie dem etwas zurückversetzten Air Albania Stadium. Nördlich des Stadions befindet sich das ABA-Business-Center und südlich davon das Sheraton Hotel am Fuße des kleinen Hügels, worauf sich der Große Park (Parku i madh) befindet. Im Park gibt es einen Deutschen Soldatenfriedhof. Hinter dem künstlichen See befinden sich zudem der Botanische und der Zoologische Garten.
Der Blloku westlich des zentralen Boulevards, war ein Villenviertel, das vor der demokratischen Wende nur von den höheren Führungspolitikern bewohnt wurde, unter anderem von Enver Hoxha. In den letzten Jahren entstanden hier auf engstem Raum zahlreiche Cafés, trendige Bars, schicke Restaurants, Boutiquen, Bürogebäude und Hochhäuser wie der Sky Tower mit Drehrestaurant. Das Viertel wird heute oft als Spielplatz der jungen Elite bezeichnet.
Weiter westlich liegt das Stadtviertel Komuna e Parisit mit zahlreichen modernen Hochhäusern und dem Selman-Stërmasi-Stadion.

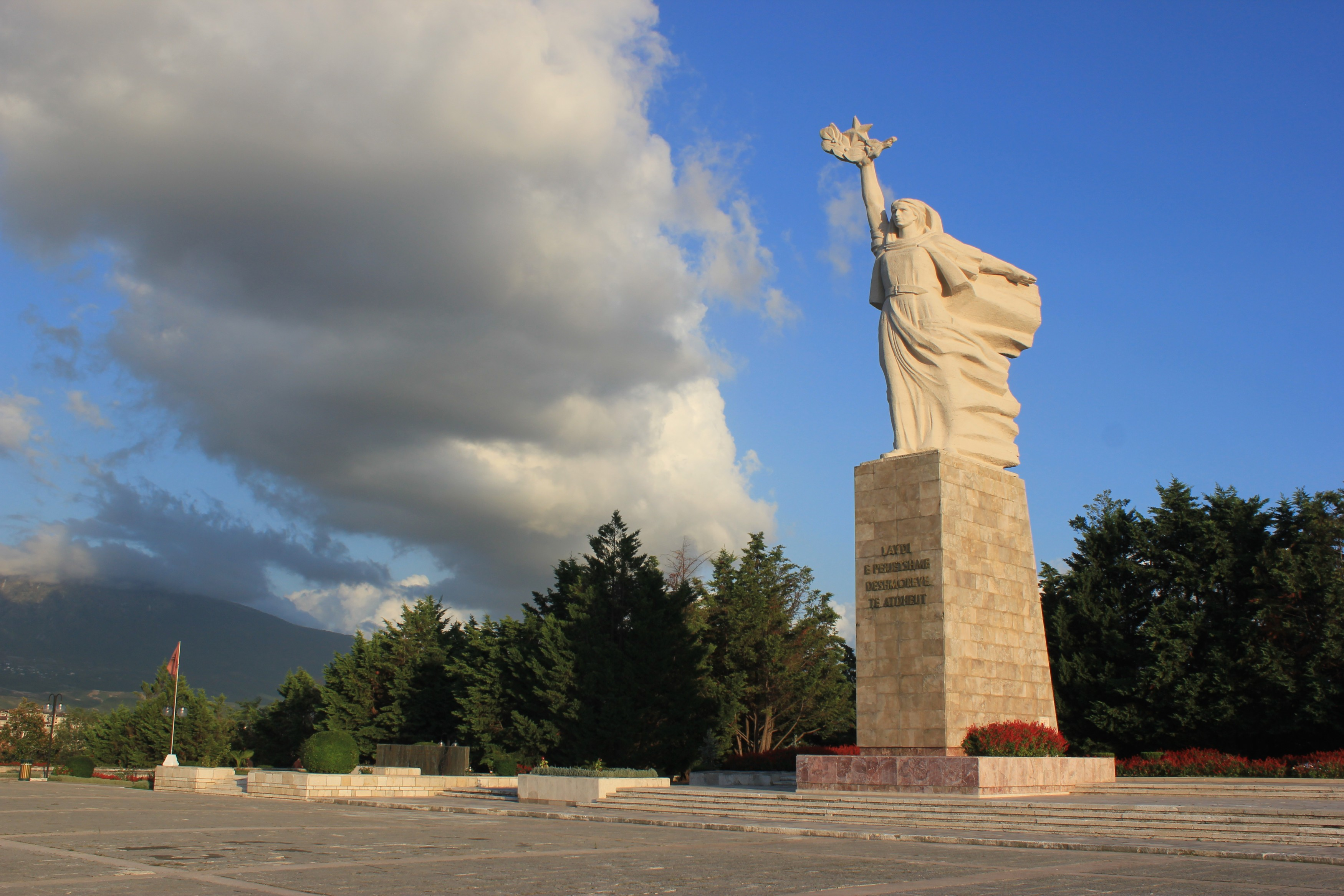
Monumentalstatue Mutter Albanien

Neben zahlreichen Grünanlagen im Stadtzentrum lädt der Große Park südlich der Universität zum Verweilen ein. Er grenzt an den künstlichen See, neben dem sich auch das städtische Schwimmbad befindet. In früheren Zeiten befand sich im Park die orthodoxe Kirche von Shën Prokopi. Die atheistischen Kommunisten erließen 1967 ein totales Religionsverbot – am Ort der Kirche wurde ein Restaurant erbaut. Nach der Einführung der Demokratie wurde das Gebäude wieder in eine Kirche umfunktioniert.
Östlich des Boulevards am Nordufer der Lana befindet sich die katholische Pauluskathedrale (alb. Shën Pali). Weiter östlich befindet sich eine alte osmanische Steinbrücke, die über die Lana führt (Ura e Tabakëve). Der größte Lebensmittelmarkt der Stadt, Pazari i ri, liegt östlich des Skanderbeg-Platzes rund um den Avni-Rustemi-Platz.
Nordwestlich des Skanderbeg-Platzes befindet sich der Sheshi Karl Thopia (früher Sheshi Zogu i Zi), wo die Autobahnen nach Durrës und Shkodra beginnen.
Vom zentralen Skanderbeg-Platz nach Norden führt der Boulevard Zogu I., der von vielen Boutiquen und Restaurants gesäumt ist. Die Straße endet beim Platz Sheshi Franc Nopca, an dem früher der Bahnhof Tirana der Hekurudha Shqiptare lag. An einer Verlängerung nach Norden wird zurzeit (2014) gearbeitet.

#### Außenbezirke
Im Stadtbezirk Lapraka im Nordwesten Tiranas befindet sich das größte Krankenhaus Albaniens, der Spitali Ushtarak – „Militärspital“ – genannt wird. Das Universitätsspital steht neben der Militärischen Akademie „Skanderbeg“ nordöstlich des Skanderbeg-Platzes.
Im ganz äußersten südwestlichen Zipfel der Stadt befindet sich der Stadtteil Kombinati, ein ehemals großes Industriegebiet mit vielen Fabriken und Gewerbebetrieben und vielen Wohnhäusern für die Arbeiter.
Auf dem Heldenfriedhof am südöstlichen Stadtrand steht das Monument Mutter Albanien (Nëna Shqipëri).

### Sport

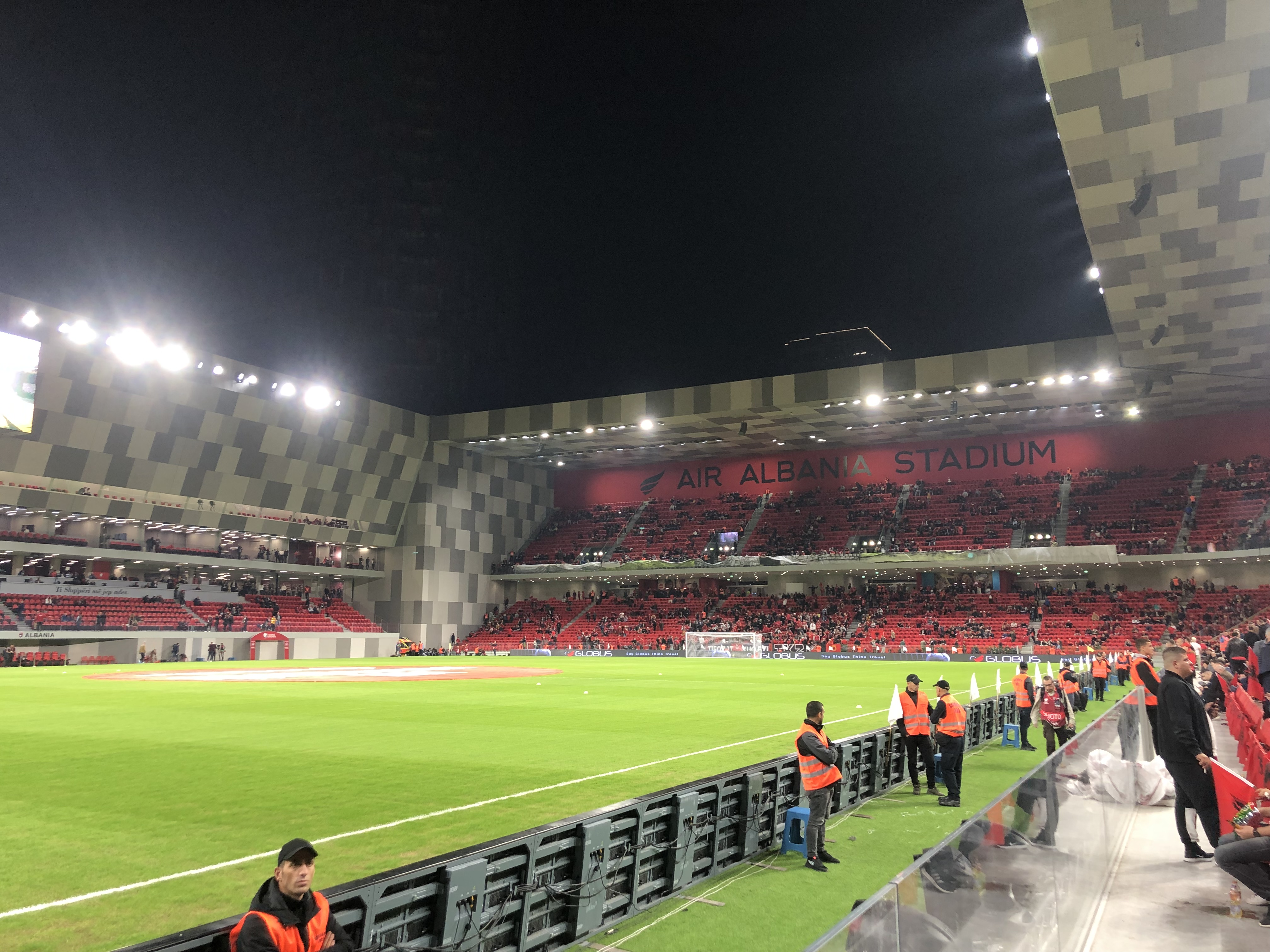
Air Albania Stadium in Tirana

Die drei Fußballklubs KF Tirana, KS Dinamo Tirana und FK Partizani Tirana gehören zu den erfolgreichsten Vereinen des Landes: KF Tirana führt vor Dinamo und Partizani die Liste der Rekordmeister der albanischen Meisterschaft Kategoria Superiore an. Den Pokal haben Tirana und Partizani am häufigsten gewonnen, vor Dinamo. Seit 2023 spielen wieder alle drei Teams in der höchsten Spielklasse. Die Fußballmannschaften tragen ihre Heimspiele im Selman-Stërmasi-Stadion, im Kompleksi Partizani und im Air Albania Stadium, dem Nationalstadion, aus.
Der 1920 gegründete städtische Sportverein SK Tirana ist in rund einem Dutzend Sportarten aktiv. Der KF Tirana ist daraus hervorgegangen.
Für Hallensportarten wie Basketball und Volleyball verfügt Tirana über die größere Arena Pallati i Sportit „Asllan Rusi“, die während des Kosovokrieges im Jahr 1999 als Flüchtlingsunterkunft diente. Gleichermaßen genutzt wurde damals auch das große Freibad am Stadtrand, welches renoviert und heute das größte außenstehende Schwimmbad Albaniens ist. Angrenzend befindet sich der 2017 eröffnete Parku Olimpik Tirana, eine weitere Mehrzweckhalle, in der Europameisterschaften im Gewichtheben 2022 ausgetragen wurden.

### Folklore
Tirana hat eine reiche traditionelle Folklore, die in ganz Albanien beliebt ist. Die Stadt ist eines der Zentren der mittelalbanischen Musik, Lieder, Tänze und Trachten. Zu berühmten Interpretinnen der typischen Volksmusik von Tirana zählen Merita Halili, Manjola Nallbani, Valbona Mema, Hafsa Zyberi (1925–1994) und Fitnete Rexha (1933–2003).
Der Musikstil der örtlichen Volkskultur ist vor allem von den Klängen der Klarinette und dem Akkordeon sowie dem Rhythmus von Dajre und Tupan geprägt. In der ganzen mittelalbanischen Region um Durrës, Kavaja, Kruja und Elbasan herrschen sehr ähnliche Musikstile.
Jedes Jahr wird am 14. März das heidnische Frühlingsfest Dita e Verës in verschiedenen Straßen und auf zahlreichen Plätzen Tiranas gefeiert.

## Politik und Verwaltung

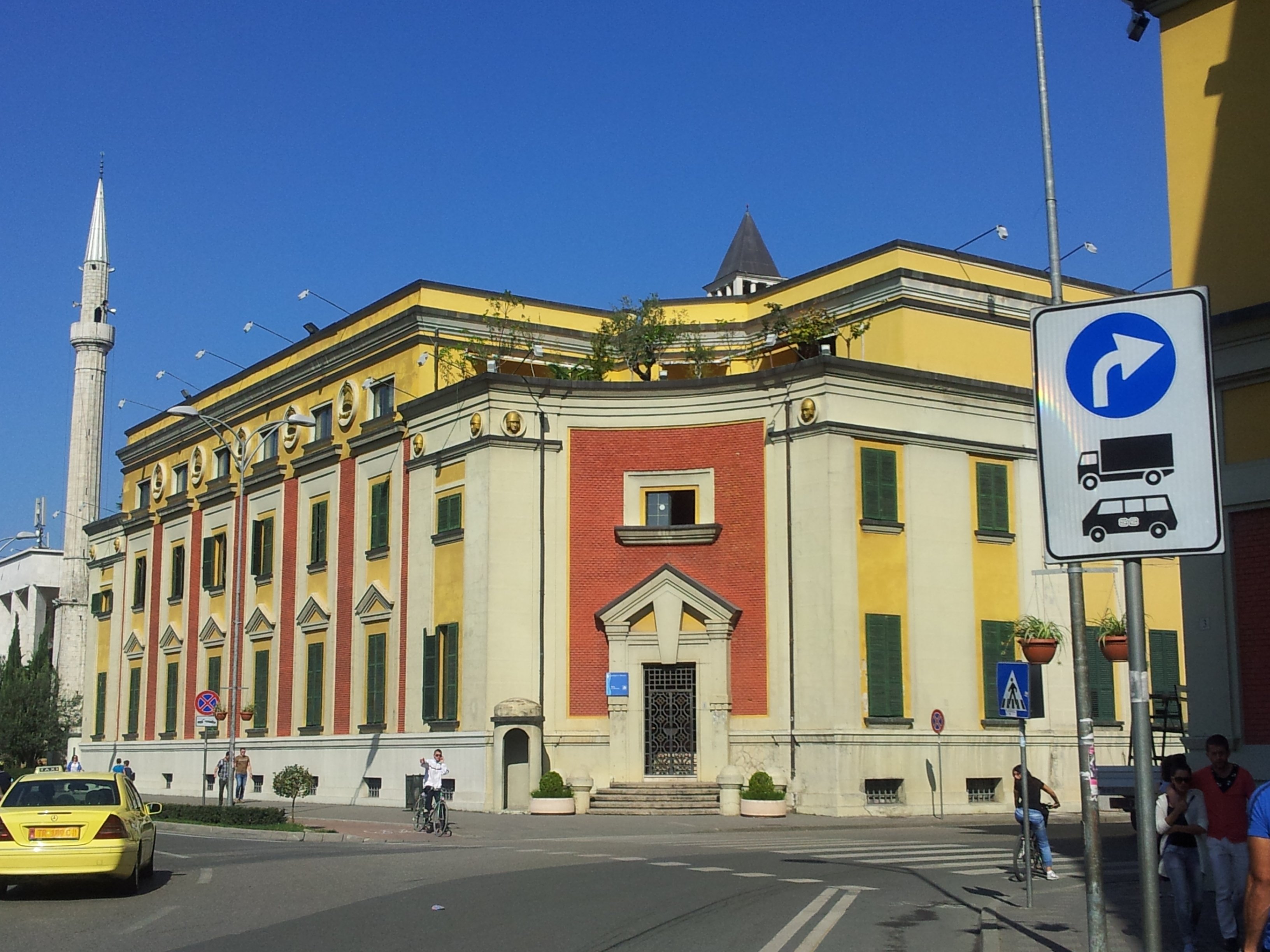
Das Rathaus am Skanderbeg-Platz

### Exekutive
Der Bürgermeister der Bashkia von Tirana (albanisch Kryetari i Bashkisë) übernimmt gemeinsam mit seinem „Kabinett“ exekutive Funktionen und wird zusammen mit dem Stadtrat alle vier Jahre direkt gewählt. Der Bürgermeistersitz befindet sich im Rathaus am Skanderbeg-Platz.
Seit Sommer 2015 ist Erion Veliaj (PS) der Bürgermeister der Stadt. Er löste den seit 2011 amtierenden Lulzim Basha (PD) ab. Bashas Vorgänger war von 2000 bis 2011 Edi Rama (PS), der durch zahlreiche Aktionen weltweite Aufmerksamkeit generierte. Weitere Vorgänger nach dem Sturz des kommunistischen Regimes waren Sali Këlmendi (1992–1996) und Albert Brojka (1996–2000), beide von der PD.
| Person             | von  | bis  |                    | Person | von  | bis          |      | Person | von | bis |
| Zyber Hallulli     | 1913 | 1914 | Qemal Butka        | 1936   | 1937 | Erion Veliaj | 2015 | heute  |     |     |
| Servet Libohova    | 1915 | 1916 | Abedin Nepravishta | 1937   | 1939 |              |      |        |     |     |
| Ismail Ndroqi      | 1917 | 1922 | Qazim Mulleti      | 1939   | 1940 |              |      |        |     |     |
| Ali Begeja         | 1922 | 1923 | Omer Fortizi       | 1940   | 1943 |              |      |        |     |     |
| Ali Derhemi        | 1923 | 1924 | Halil Meniku       | 1943   | 1944 |              |      |        |     |     |
| Xhemal Kondi       | 1924 | 1925 | keiner             | 1944   | 1991 |              |      |        |     |     |
| Fuat Toptani       | 1925 | 1927 | Tomor Malasi       | 1991   | 1992 |              |      |        |     |     |
| Izet Dibra         | 1927 | 1928 | Sali Kelmendi      | 1992   | 1996 |              |      |        |     |     |
| Rasim Kalakula     | 1928 | 1930 | Albert Brojka      | 1996   | 2000 |              |      |        |     |     |
| Rexhep Jella       | 1930 | 1933 | Edi Rama           | 2000   | 2011 |              |      |        |     |     |
| Abedin Nepravishta | 1933 | 1935 | Lulzim Basha       | 2011   | 2015 |              |      |        |     |     |

### Legislative
Der Stadtrat (alb. Këshilli Bashkiak) setzt sich aus 61 Mitgliedern zusammen. Er verfügt über legislative Funktionen und wird alle vier Jahre vom Stimmvolk der Bashkia Tirana direkt gewählt. Der Ratssitz befindet sich am Skanderbeg-Platz.

Stadtwappen

### Judikative
Tirana ist Sitz eines Bezirksgerichts (alb. Gjykata e Rrethit Gjyqësor) und des Obersten Gerichtshof Albaniens (alb. Gjykata e Lartë e Republikës së Shqipërisë). Im Weiteren sind das Appellationsgericht von Tirana (alb. Gjykata e Apelit), das Verfassungsgericht, der Hohe Justizrat und die Staatsanwaltschaft angesiedelt.

### Stadtwappen
Das Stadtwappen von Tirana zeigt einen spatenblattförmigen Schild, der links den Uhrturm von Tirana auf rotem Grund und rechts das Wappen der mittelalterlichen lokalen Adelsfamilie der Skuraj auf blauem Grund zeigt. Der Schild wird oben von einer dreitürmigen Mauerkrone abgeschlossen.

### Städtepartnerschaften
Tirana unterhält folgende Städtepartnerschaften:
| Stadt        | Land                    | seit | Typ          |
| ------------ | ----------------------- | ---- | ------------ |
| Ankara       | Türkei                  | 1995 | Partnerstadt |
| Athen        | Griechenland            |      |              |
| Barcelona    | Spanien                 | 1999 | Partnerstadt |
| Brüssel      | Belgien                 |      | Partnerstadt |
| Bukarest     | Rumänien                |      |              |
| Bursa        | Türkei                  | 1998 | Partnerstadt |
| Charkiw      | Ukraine                 | 2017 | Partnerstadt |
| Cobourg      | Kanada                  |      |              |
| Doha         | Katar                   | 2012 | Partnerstadt |
| Florenz      | Italien                 | 2001 | Partnerstadt |
| Genua        | Italien                 |      |              |
| Grand Rapids | Vereinigte Staaten      | 2009 | Partnerstadt |
| Kiew         | Ukraine                 | 2021 | Kooperation  |
| Lublin       | Polen                   | 2019 | Kooperation  |
| Madrid       | Spanien                 |      |              |
| Marseille    | Frankreich              |      |              |
| Moskau       | Russland                |      |              |
| Ohrid        | Nordmazedonien          |      |              |
| Paris        | Frankreich              |      |              |
| Peking       | Volksrepublik China     | 2008 | Partnerstadt |
| Podgorica    | Montenegro              |      |              |
| Prag         | Tschechien              |      |              |
| Pristina     | Kosovo                  |      |              |
| Prizren      | Kosovo                  |      |              |
| Rom          | Italien                 |      | Partnerstadt |
| Saragossa    | Spanien                 |      |              |
| Sarajevo     | Bosnien und Herzegowina | 1995 | Partnerstadt |
| Seoul        | Südkorea                | 1999 |              |
| Skopje       | Nordmazedonien          | 2016 | Partnerstadt |
| Sofia        | Bulgarien               |      |              |
| Stockholm    | Schweden                | 2008 | Partnerstadt |
| Tarent       | Italien                 | 2022 | Partnerstadt |
| Tarragona    | Spanien                 | 1999 | Partnerstadt |
| Thessaloniki | Griechenland            | 2014 | Partnerstadt |
| Turin        | Italien                 | 2009 |              |
| Ulcinj       | Montenegro              |      |              |
| Verona       | Italien                 | 2015 | Kooperation  |
| Vilnius      | Litauen                 |      |              |
| Zagreb       | Kroatien                | 2004 |              |

## Wirtschaft

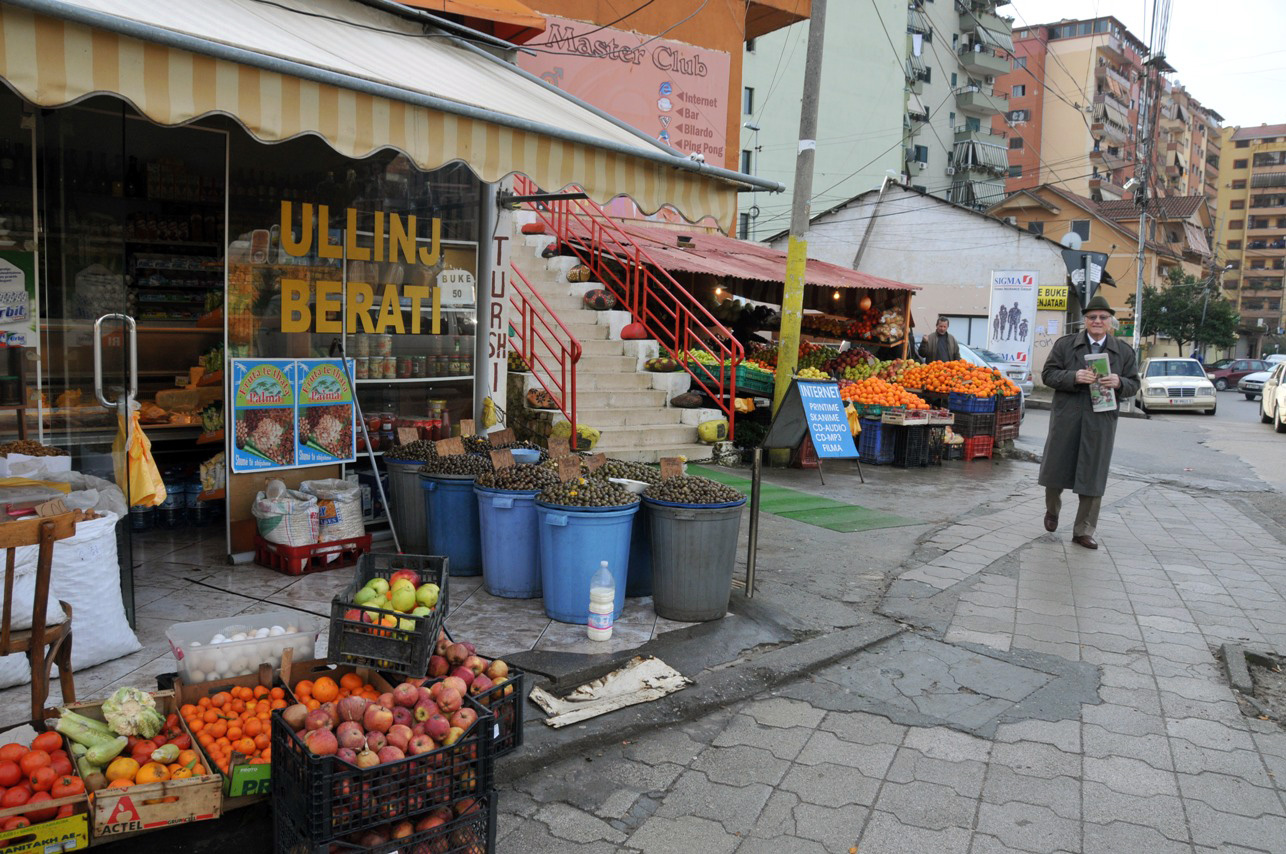
Kleiner Lebensmittelladen

Tirana war während der kommunistischen Herrschaft ein Schwerpunkt der Industrie in Albanien. Es gab Maschinenbau, Schuh- und Textilindustrie, eine Zementfabrik, glasverarbeitende und Lebensmittelindustrie. Die Industrieanlagen sind wie im ganzen Land zwischenzeitlich zum Großteil stillgelegt. Die meisten Bewohner sind heute im Handel, im Gewerbe, als Staatsangestellte, im Bausektor und im Dienstleistungsbereich tätig.
Viele, vor allem ausländische, Unternehmen, die im Land tätig sind, haben ihren Hauptsitz in der Hauptstadt. So haben die Zentralbank Albaniens, Raiffeisen Bank Albania, Banka Kombëtare Tregtare, American Bank of Albania, Credins Bank und Tirana Bank ihren Sitz in der albanischen Metropole. Die drei Telekommunikationsanbieter One Telecommunications (ehemals Telekom Albania), Vodafone Albania und ALBtelecom sind auch hier beheimatet. Auch die Fluggesellschaften der Albanian Airlines und der Belle Air waren bis zu ihrem Konkurs hier niedergelassen.
Im 21. Jahrhundert wurden – vor allem entlang der Hauptstraße nach Durrës – mehrere Einkaufszentren und Warenhäuser, darunter das Qendra Tregtare Univers, der Citypark und das Tirana East Gate, das größte Albaniens, errichtet.
Auch in Tirana hat der Fremdenverkehr wie in ganz Albanien an der Wirtschaft zunehmend an Einfluss gewonnen. Viele Berufstätige sind in diesem Sektor beschäftigt. Die größten Hotels des Landes befinden sich ebenfalls in der Hauptstadt, so wie das Tirana International Hotel, das Hotel Rogner und die heute geschlossenen Hotel Sheraton und Hotel Dajti.
Nicht mehr aktiv ist derzeit die Wertpapierbörse, die Tirana Stock Exchange.

## Medien
Die größten Fernsehsender, Radiostationen, Zeitungen und Zeitschriften Albaniens haben ihren Hauptsitz in Tirana. 1938 kam mit dem Satz „Mirëdita, kjo është Radio Tirana!“ („Guten Tag, das ist Radio Tirana!“) die erste albanische Radiostation Radio Tirana auf Sendung. 1960 folgte das erste Fernsehprogramm von Radio Televizioni Shqiptar. Zwischen 1945 und 1990/91 waren während der Diktatur die Medien jedoch staatlich kontrolliert und ermöglichten so keine Pressefreiheit.
Nach dem Sturz der Diktatur und der Einleitung des Transformationsprozess in Politik, Gesellschaft und Wirtschaft, vergrößerte sich die Medienlandschaft rapide. Es entstanden zum ersten Mal private Fernseh- und Radiosender und erste unabhängige Zeitungen. Dies fand alles in Tirana statt, was sie zum Zentrum der albanischen unabhängigen Medienpioniere machte.
Zu den größten Fernsehsendern zählen heute die öffentlich-rechtliche Rundfunkanstalt TVSH, der private, eher links gerichtete Sender Top Channel, der private, eher rechts gerichtete Sender TV Klan, die Privatsender Vizion Plus und Albanian Screen Radio Television sowie weitere kleinere Nachrichtensender.
Die Radiosender Top Albania Radio, Radio Tirana 2, Club FM, Radio Dee-Jay und Boom Boom Radio haben ihren Hauptsitz ebenfalls in Tirana und haben eines der beliebtesten Radioprogramme Albaniens.
Shqip, Koha Jonë, Panorama, Shekulli, Tirana Observer und Tirana Times gehören zu den wichtigsten albanischen Tageszeitungen. Die Zeitschrift Mapo ist die auflagenstärkste in Albanien und hat ihren Hauptsitz ebenfalls in Tirana.

## Verkehrsinfrastruktur

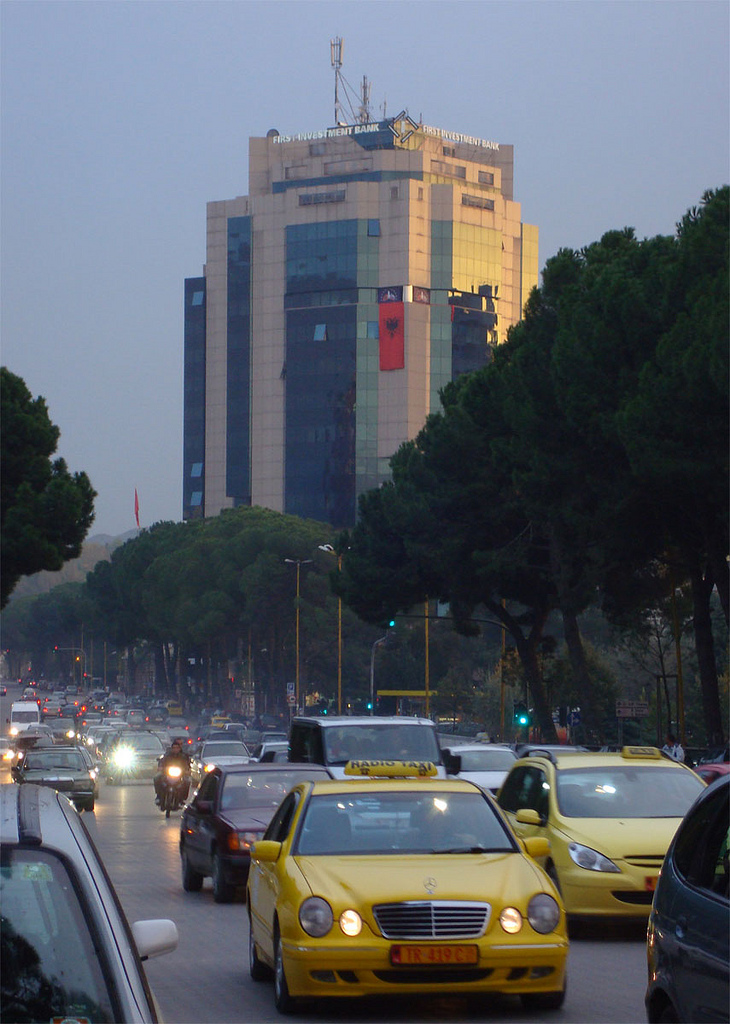
Viel Verkehr blockiert regelmäßig die Straßen der Innenstadt.

Zentral im Land gelegen, bildet der Großraum Tirana-Durrës den Knotenpunkt des albanischen Verkehrsnetzes. Seit den 2000er Jahren wurde vor allem das Straßenverkehrsnetz Albaniens erneuert und ausgebaut – auch innerstädtisch wurde in den letzten Jahren investiert, damit die Straßen den stark gestiegenen Verkehr bewältigen können und die Bedürfnisse an den öffentlichen Nahverkehr besser abgedeckt werden. Der einzige internationale Flughafen des Landes nahe der Hauptstadt wurde ebenfalls modernisiert und erweitert. Der Schienenverkehr wurde in den letzten Jahrzehnten stark vernachlässigt, wenn auch Ausbaupläne bestehen.

### Straßenverkehr
Insbesondere die Einfallsstraßen von Durrës und Elbasan wurden in den letzten Jahren ausgebaut und erweitert, während Umbauten in der Innenstadt rund um den Skanderbegplatz den Verkehr flüssiger machen sollten. Mit dem Bau der Ringautobahn Unaza e Madhe im Westen und Süden wurde die Innenstadt von Durchgangsverkehr entlastet: Die Südwestumfahrung, die eine durchgehende Verbindung von der SH2 zur A3 außerhalb der Innenstadt ermöglicht, wurde im September 2017 abgeschlossen. Weitere Teile der Umfahrung sind im Bau beziehungsweise im Südosten bereits abgeschlossen.
Viele Landesteile sind mit der Hauptstadt durch Nationalstraßen direkt verbunden. So führt die SH1 von der montenegrinischen Grenze über Shkodra, Lezha und Fushë-Kruja nach Tirana und ist somit Teil der national bedeutende Nord-Süd-Achse. Die SH2 ist die direkte Verbindung mit Durrës, der wichtigsten Hafenstadt Albaniens. Zurzeit wird die SH3 zur Autobahn A3 ausgebaut, die Tirana mit Elbasan verbindet und weiter als Paneuropäischer Verkehrskorridor VIII Anschluss zur nordmazedonischen Grenze sowie über Korça auch nach Griechenland ermöglicht. Die A3 war im Sommer 2017 abgesehen von einem kurzen Teilstück zumindest auf einer Spur befahrbar. Eine Verlängerung von Elbasan über Berat bis nach Tepelena in Südalbanien ist angedacht.
Durch den Bau der A1 verkürzte sich die Fahrtzeit von Tirana ins Kosovo um viele Stunden. Heute erreicht man Pristina in weniger als drei Stunden, was die Märkte von Albanien und Kosovo näher zusammenbringt.

### Eisenbahnverkehr
Die Bahnstrecke Durrës–Tirana wurde 1949 eröffnet.
Die Hekurudha Shqiptare betrieb seit Jahrzehnten direkte Bahnverbindungen von Tirana nach Durrës, Shkodra, Elbasan und Vlora. 2013 wurde jedoch der Abschnitt von Tirana nach Vora eingestellt, da der Bahnhof Tirana an den Stadtrand verlegt werden soll, um so für einen neuen Boulevard und ein neues Stadtviertel Platz zu machen. Zwischen Tirana und Vora fuhren zeitweise Ersatzbusse. Aktuell enden die Züge im Stadtteil Kashar. Mit den Bauarbeiten für den neuen Bahnhof und Busterminal Terminal i transportit publik Tirana wurde im Jahr 2021 begonnen.
Die Bahnstrecke Durrës-Tirana wird aktuell restauriert und modernisiert. Ab 2025 sollen neue, moderne Züge zwischen Durrës und Tirana verkehren. Es sind ebenso Fahrten vom Flughafen in die Hauptstadt in Planung.

### Flugverkehr

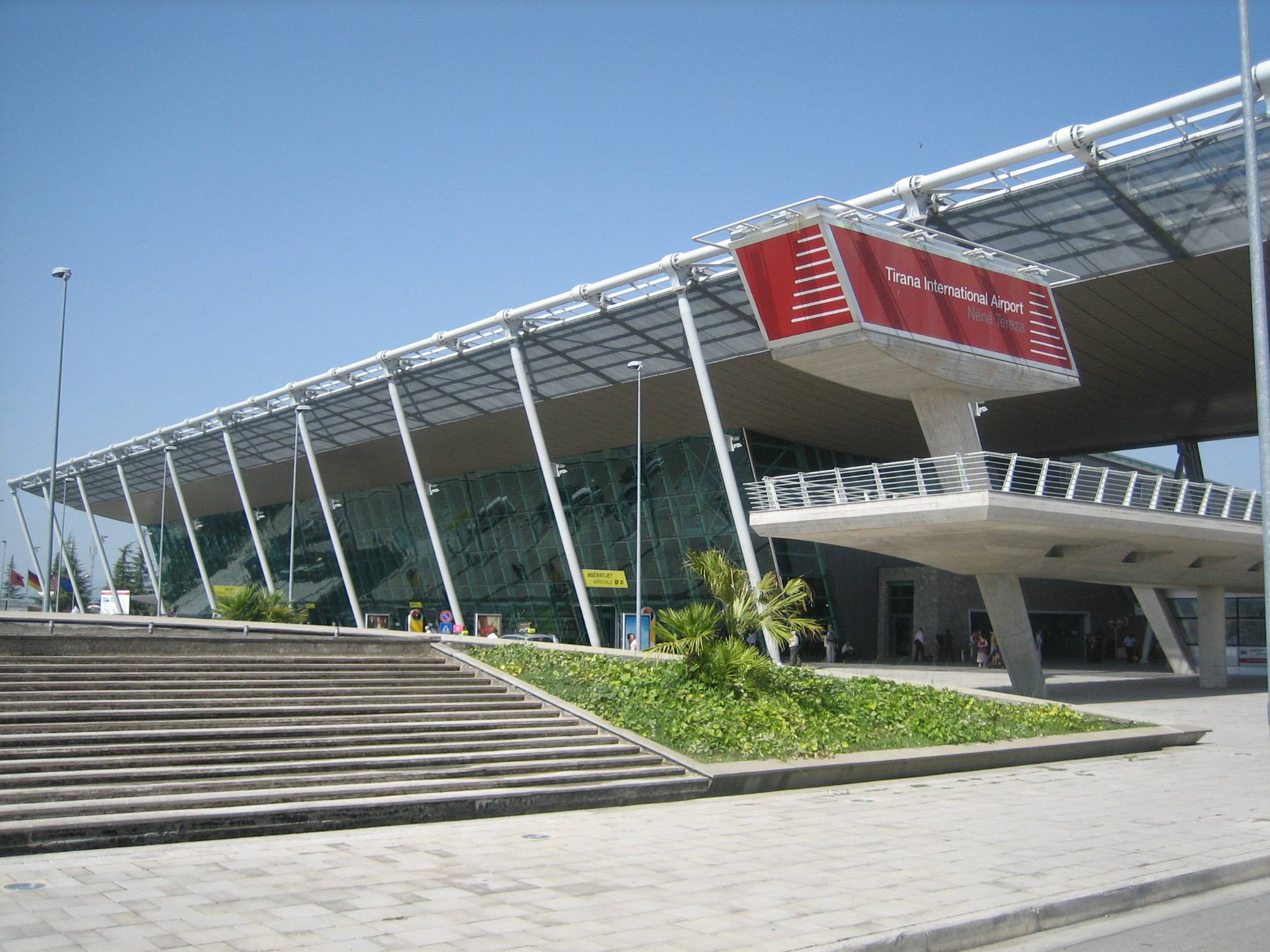
Passagierterminal des Flughafens

17 Kilometer nordwestlich liegt der internationale Flughafen Tirana International Airport Nënë Tereza. Er ist mit Abstand der Größte der beiden zivilen Flughafen Albaniens. Regelmäßige Verbindungen bestehen zu diversen Städten in Italien, Deutschland, Österreich, Slowenien, Griechenland und der Türkei. Im Jahr 2024 hat der Flughafen mehr als 10 Millionen Passagiere erreicht. Der Flughafen ist somit der am schnellsten wachsende Flughafen in Europa seit der Pandemie, mit einem Plus von 225 % im Vergleich zu 2019.

### Öffentlicher Verkehr
Der öffentliche Verkehr innerhalb Tiranas wird ausschließlich durch öffentliche Buslinien bewältigt. Es gibt Linien vom Skanderbeg-Platz in die Außenquartiere und eine Ringlinie, die das Zentrum in beide Richtungen umkreist. 2010 wurden neue Omnibusse durch die Stadtverwaltung beschafft. Zudem wurden in den letzten Jahren einige Busspuren eingerichtet, damit die Busse weniger in den Verkehrsstaus steckenbleiben. Mit weiteren Busspuren soll der öffentliche Verkehr attraktiver gemacht werden.
Von Tirana fahren täglich Busse in alle wichtigen Städte des Landes und auch in wichtige Städte Europas.
Beim geplanten neuen Bahnhof Terminal i transportit publik Tirana im Norden der Stadt soll ein Verkehrsknotenpunkt zwischen öffentlichem Nah- und Fernverkehr entstehen. Nebst der Eisenbahn soll ein Busbahnhof dem inneralbanischen Verkehr dienen. Anschluss in die Stadt soll künftig eine Straßenbahn (trami) bieten. Geplant sind zwei Tramlinien: Eine vom Bahnhof zur Universität, die die Innenstadt von Nord nach Süd durchquert und eine zweite Strecke, die vom Vorort Dajt im Osten quer durch Tirana ins Außenquartier Kombinat im Westen verläuft. Der Baubeginn der Straßenbahn ist ungewiss.

### Dajti Ekspres
Seit Sommer 2005 bringt die Gondelbahn Dajti Ekspres Besucher in kurzer Zeit auf den Hausberg Dajti. Die von einer österreichischen Firma errichtete Bahn bietet eine schnelle und bequeme Alternative zur schmalen und kurvenreichen Bergstraße. Das beliebte Ausflugsziel bietet eine weite Aussicht auf die Stadt und Umgebung.

### Fahrradfahren

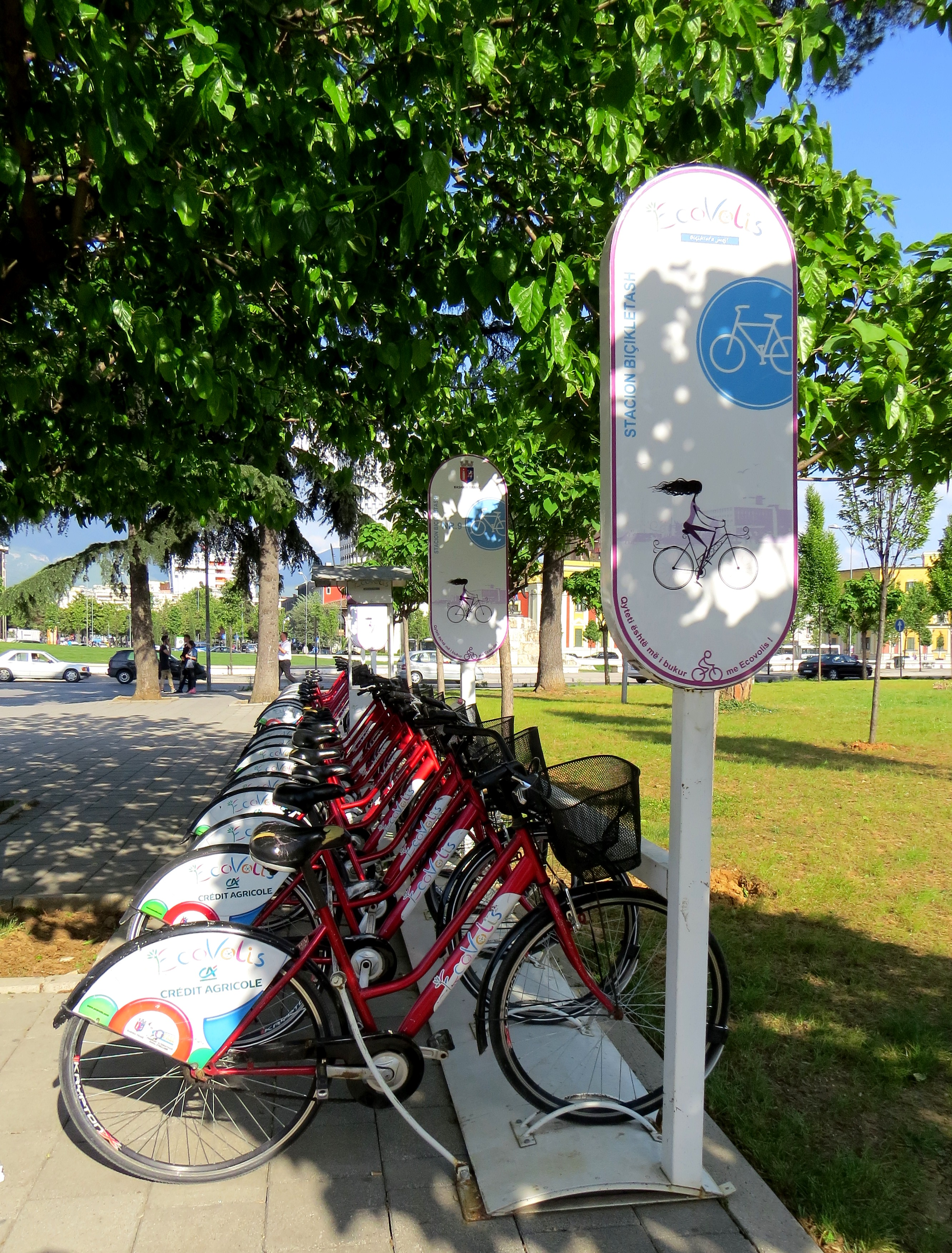
Ecovolis-Verleih im Zentrum

An immer mehr Straßen werden Fahrradstreifen eingerichtet.
Das Fahrradverleihsystem Ecovolis wurde im Jahre 2011 ins Leben gerufen. Fahrräder werden an mehreren Stationen gegen eine kleine Gebühr vermietet.

## Bildung
In Tirana haben die Albanische Akademie der Wissenschaften und mehrere staatliche Universitäten ihren Sitz, darunter die staatlichen Hochschulen Universität Tirana, die älteste Universität Albaniens, die Polytechnische Universität mit Sitz im markanten Gebäude am Mutter-Teresa-Platz, die Medizin-Universität Tirana, die Universität der Künste (früher Kunstakademie), die Sportuniversität und die Landwirtschaftliche Universität Tirana im Vorort Kamza. Daneben haben seit dem Jahr zahlreiche private Universitäten eröffnet, viele mit wohlklingenden Namen wie University of New York Tirana (gegründet 2002), Europäische Universität von Tirana, die Albanische Universität (bis 2010 UFO-Universität) und Kristal-Universität (2014 durchs Bildungsministerium geschlossen). Weitere private Hochschulen sind unter anderen die muslimische Bedër-Universität, die Katholische Universität „Maria, Mutter vom Guten Rat“ (Zoja e Këshillit të Mirë), die Epoka-Universität, die Polis-Universität mit Schwerpunkt auf Gestaltung, Stadtplanung und Architektur und die Akademie Marubi für Film und Multimedia.
In der ganzen Stadt gibt es staatliche und private Kindergärten, 9-Jahresschulen (Grundschulen) und Mittelschulen. Erwähnenswert als erste Bildungsinstitute ihrer Art sind das Pädagogisches Institut „Nëna Mbretëreshë“ und das Kunstlyzeum „Jordan Misja“. Auch ausländische Bildungseinrichtungen wie die französische Epitech und das Goethe-Institut sowie Alliance française sind vertreten.

## Umwelt
Die städtische Müllentsorgung funktionierte nach 1990 nur eingeschränkt, weswegen Abfälle oft illegal entsorgt worden sind. Mittlerweile hat sich die Infrastruktur hinsichtlich Entsorgung und Stadtreinigung jedoch verbessert, da Stadtverwaltung und Regierung in den letzten Jahren viele Projekte ausgeführt haben, die die enormen Verschmutzungen begrenzen sollten. Nicht zuletzt tragen auch zahlreiche Freiwilligenaktionen, bei denen engagierte Bürger Müll einsammeln oder Bäume pflanzen, zur Besserung der Umweltsituation bei. Beispielsweise ist die Lana heute mehr oder weniger sauber und müllfrei.
Neuerdings setzt sich der neue Bürgermeister Erion Veliaj, der Tirana zur „saubersten Stadt des Balkans“ machen will, verstärkt für die Umwelt ein. So lässt er neue Grünanlagen entstehen und hat Reinigungsunternehmen ein Ultimatum gestellt: Entweder sie arbeiten effizient oder ihnen wird der Vertrag mit der Stadt gekündigt. Des Weiteren ließ er sehr hohe Geldbußen für das Wegwerfen von Müll auf den Straßen, öffentliches Urinieren und anderen Vandalismus einführen.
Ein Problem bleibt die Luftverschmutzung. Zwar überschreiten die Messwerte für Ozon, Schwefel- und Stickstoffdioxid nicht die EU-Grenzwerte, allerdings sind die Werte für Feinstaub in der Luft bedenklich: Obwohl der von der EU zugelassene Jahresmittelwert 40 µg/m³ nicht übersteigen soll, werden in der südlichen Innenstadt bis zu 65 µg/m³ gemessen. Die Messwerte überstiegen den Grenzwert an gewissen Orten mehr als 100 Mal pro Jahr, was gemäß EU aber nur 40 Mal vorkommen sollte.
Die Lärmbelastung ist seit 2007 zurückgegangen, bleibt aber nach wie vor hoch. So wurde in der Rruga e Elbasanit der Wert 74,3 dB (am Tag) ermittelt, wobei der zugelassene Wert der EU bei 55 dB (am Tag) liegt.